# Schlacht um Moskau
1941: Białystok-Minsk – Dubno-Luzk-Riwne – Smolensk – Uman – Kiew – Odessa – Leningrader Blockade – Wjasma-Brjansk – Charkow – Rostow – Moskau – Tula

1942: Rschew – Charkow – Ljuban/Wolchow – Kertsch/Sewastopol – Fall Blau – Kaukasus – Stalingrad – Operation Mars

1943: Woronesch-Charkow – Operation Iskra – Nordkaukasus – Charkow – Kursk – Orjol – Donez-Mius – Donbass – Belgorod-Charkow – Smolensk – Dnepr – Kiew

1944: Dnepr-Karpaten – Leningrad-Nowgorod – Krim – Wyborg–Petrosawodsk – Operation Bagration – Lwiw-Sandomierz – Jassy–Kischinew – Belgrad – Petsamo-Kirkenes – Baltikum – Karpaten – Ungarn

1945: Kurland  – Weichsel-Oder – Ostpreußen – Westkarpaten – Niederschlesien – Ostpommern – Plattensee – Oberschlesien – Wien – Oder – Berlin – Prag
Die Schlacht um Moskau war eine Schlacht an der deutsch-sowjetischen Front im Zweiten Weltkrieg. Ziel der Operation war die Einnahme der sowjetischen Hauptstadt Moskau. Die Kämpfe begannen am 2. Oktober 1941 mit der Wiederaufnahme der Offensive der Heeresgruppe Mitte gegen die West-, Reserve- und Brjansker Front in der Doppelschlacht bei Wjasma und Brjansk. Nachdem der Vorstoß bis zum 30. Oktober 1941 auf Grund des herbstlichen Schlamms und des starken sowjetischen Widerstands ins Stocken geraten war, konnte die Offensive rund zwei Wochen später fortgesetzt werden. Die zweite Offensive scheiterte jedoch, nachdem am 5. Dezember 1941 die Rote Armee eine großangelegte Gegenoffensive unternahm, die zu einem Rückzugsbefehl von Hitler am 15. Januar 1942 führte. In der Moskauer Angriffsoperation (5. Dezember 1941 bis 7. Januar 1942) stieß die Rote Armee auf einer etwa 1000 km breiten Front bis zu 250 km nach Westen vor. Erstmals seit 1939 musste die sieggewohnte Wehrmacht eine schwere Niederlage einstecken, die den Mythos ihrer Unbesiegbarkeit zerstörte.

## Hintergrund

### Bisheriger Verlauf des Krieges
Im Verlauf des Krieges gegen die Sowjetunion waren die drei Heeresgruppen der deutschen Wehrmacht sowie die Streitkräfte der mit dem Deutschen Reich verbündeten Staaten seit dem 22. Juni 1941 weit auf sowjetisches Territorium vorgedrungen.
In der Kesselschlacht bei Smolensk war eine erste sowjetische Verteidigungsstellung vor Moskau durchstoßen worden. Hitler verhinderte jedoch einen sofortigen Vorstoß auf Moskau, indem er am Freitag, 28. Juli die Panzergruppe 3 unter Generaloberst Hermann Hoth nach Norden und die Panzergruppe 2 unter Generaloberst Heinz Guderian mit der 2. Armee unter dem Kommando von Generaloberst Maximilian von Weichs nach Süden abdrehen ließ, da seiner Meinung nach der Eroberung der wirtschaftlich wichtigen Gebiete der Ukraine und der Eroberung Leningrads eine höhere Priorität zukam. Die Panzergruppe 4 nahm an der Blockade Leningrads teil, während sich die Panzergruppe 2 und die 2. Armee an der Schlacht um Kiew beteiligten.
Die operativen Anfangserfolge der Kesselschlachten hatten nicht zum strategischen Sieg über die Sowjetunion geführt. Somit wurde ein verlängerter Feldzug unvermeidbar, der schon in den Anfängen Parallelen zu den verlorenen Unternehmungen gegen Russland von Karl XII. von Schweden und Napoleon Bonaparte aufwies. Der optimistische Plan, mit erbeutetem sowjetischen Eisenbahnmaterial die notwendige Versorgung für die weit vorgedrungenen Truppen zu ermöglichen, war schon frühzeitig durch umfangreiche sowjetische Räumungs- und Zerstörungsmaßnahmen zunichtegemacht worden. In Erwartung eines schnellen Sieges war nur für eine Besatzungsarmee und nicht für ein großes kämpfendes Ostheer Kleidung und Ausrüstung für den Winter vorgesehen.

### Meinungsverschiedenheiten im Vorfeld der Offensive
Nach Hitlers Plänen sollten vor der Eroberung Moskaus die sowjetische militärische Verteidigungskraft weitgehend ausgeschaltet und gleichzeitig die wirtschaftlich wichtigsten Gebiete im Norden und Süden Russlands sowie der Ukraine in Besitz genommen werden. Außerdem wünschte Hitler die Einnahme der Krim, um die Bedrohung der rumänischen Erdölfelder durch Luftangriffe der Roten Luftflotte auszuschließen. Die deutsche Generalität sah im Gegensatz dazu das vorrangige Ziel allein in der sofortigen Einnahme Moskaus. Moskau hatte nicht nur aus geographischer Sicht eine große Bedeutung, sondern auch als Verkehrs- und Nachrichtenzentrale, als politischer Mittelpunkt und als wichtiges Industriegebiet.

### Deutsche Planungen
Nach der Weisung des Generalstabes des Heeres vom 18. August 1941 sollten zwei Flügel gebildet werden, um die sowjetische Hauptstadt nördlich und südlich zu umfassen und einzukesseln. Der südliche Flügel sollte über die Linien Brjansk-Roslawl und Kaluga-Medyn verlaufen, der nördliche Flügel sollte zwei Ansätze haben. Ersterer war aus dem Gebiet von Bjeloj und zweiter aus der Umgebung von Toropez geplant. Allgemein sollte über Rschew nach Osten angegriffen werden. Laut dieser Planung sollte der Mittelabschnitt hauptsächlich defensiv mit zehn Infanteriedivisionen bleiben. Nach der Meinung des Generalstabes des Heeres sollte die Entscheidung über die beiden offensiv ausgerichteten Flügel herbeigeführt werden. Das weitere Vorgehen nach einem erfolgreichen Durchbruch wurde von der Situation an der Front abhängig gemacht. In seiner Weisung vom 6. September 1941 gab Adolf Hitler den Befehl, die entscheidende Operation gegen die „vor der Heeresmitte in Angriffskämpfen festgelegte Heeresgruppe Timoschenko“ vorzubereiten.
Der Operationsbefehl Hitlers sah zunächst lediglich die Umfassung der „Heeresgruppe Timoschenko“ in „allgemeiner Richtung Wjasma“ durch starke Panzerverbände vor, die für diesen Zweck zusammengefasst wurden. Die Kräfte am Südflügel begrenzte Hitler auf die 2. und die 5. Panzer-Division, der Nordflügel sollte aus der 9. Armee inklusive Verbänden aus dem Bereich der Heeresgruppe Nord bestehen.
Der zweite Teil sah nach der Zerschlagung des Großteils der Westfront in der „scharf zusammengehaltenen Vernichtungsoperation“ die Verfolgung der sowjetischen Truppen in Richtung Moskau vor. Als operative Begrenzungen sollten rechts die Oka und links die obere Wolga dienen. Gedeckt werden sollte der Angriff durch aus dem Raum Kiew freiwerdende Truppen der Heeresgruppe Süd im Süden und durch Vorstöße entlang beider Seiten des Ilmensees im Norden.

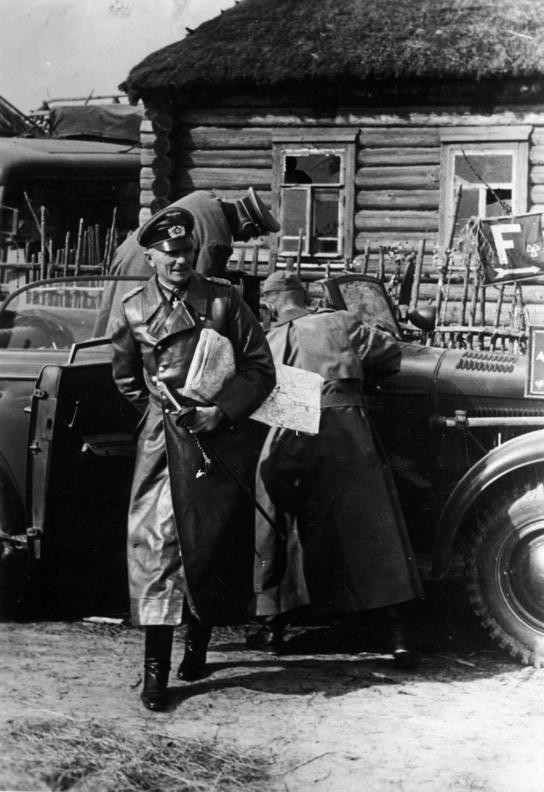
Generalfeldmarschall von Bock, Oberbefehlshaber der Heeresgruppe Mitte (Oktober 1941)

Am 10. September 1941 erging aufgrund von Hitlers Weisung vom Oberkommando des Heeres die „Weisung zur Fortführung der Operationen“. Der Generalstabschef des OKH Franz Halder verschaffte sich Freiraum, indem es ihm gelang, den Kampfauftrag bei augenscheinlich gleichen Formulierungen zu verändern. Damit ging Halder weit über seine Aufgaben hinaus und interpretierte die Weisung Hitlers zugunsten seiner Pläne, die mit denen des Oberbefehlshabers der Heeresgruppe Mitte, Generalfeldmarschall Fedor von Bock übereinstimmten.
Die Pläne Halders schränkten die von Hitler gesetzte eindeutige Priorität auf die Vernichtung der Westfront ein. Wörtlich notierte er:

„Erst nach sicherer Einschließung und Gewährleistung einer Vernichtung der ostwärts Smolensk zwischen Straße Roslawl, Moskau und Bjeloj umfassten Feindkräfte ist die Verfolgung in Richtung Moskau einzuleiten.“

Halders Plan sah Hitlers Weisung erweiternd einen vom Diktator ausgesparten Frontalangriff von schnellen Verbänden und Infanteriedivisionen direkt auf Moskau vor. Dabei präzisierte er die von Hitler angesprochenen freiwerdenden Kräfte aus dem Raum der Heeresgruppe Süd mit der 2. Armee unter Generaloberst Maximilian von Weichs und der Panzergruppe 2 unter dem Kommando von Generaloberst Heinz Guderian. Diese beiden Verbände sollten den Angriff am rechten Flügel aller Voraussicht nach gegen Orjol aus dem Raum Romny Richtung Nordosten führen, um die sowjetischen Truppen vor der neu aufgestellten 2. Armee aus dem Süden aufzurollen.

Weitere große Unterschiede zur ursprünglichen Planung waren die Herausnahme des Großteils der 2. Armee aus dem Einkesselungsansatz östlich von Kiew und die wahrscheinlich werdende Bildung einer dritten Gruppe, die direkt gegen die sowjetische Hauptstadt vorstoßen sollte und unabhängig von den Operationen rund um Wjasma war. Aus diesem Grund war Halder auch sehr daran interessiert, die von Hitler in seiner Weisung erwähnten freiwerdenden Kräfte aus dem Raum der Heeresgruppe Süd innerhalb eines möglichst kurzen Zeitraums in maximaler Zahl aus der Kiewer Operation freizumachen. Die 6. Armee, welche direkt neben der 2. Armee stand, bezog der Generalstabschef des Heeres nicht in seine Planungen mit ein. Die Panzergruppe 1 unter dem Kommando von Generaloberst Ewald von Kleist sollte mit dem Schwerpunkt gegen die Linie Romny–Sula im Anschluss an die Panzergruppe 2 angreifen. Zum Schutz der Ostflanke sollte der Großteil der 17. Armee in die Angriffsrichtung Charkow–Poltawa vorstoßen. Entgegen Hitlers Weisung, die besagte, dass schnelle Kräfte „aus dem Raum der Heeresgruppe Süd“ (vermutlich der Panzergruppe 1) freigemacht werden sollten, beauftragte Halder die Panzergruppe 2 und die 2. Armee, den Angriff gestaffelt vorstoßend zu decken. Dabei erließ der Generalstab des Heeres folgende Einschränkung:

„Auftrag für die 11. Armee zur Wegnahme der Krim bleibt unverändert. Soweit nach Lage möglich, ist durch Ansatz einzelner schneller – gegebenenfalls ungarischer und rumänischer – Verbände die Grundlage für ein frühzeitiges Vorgehen von Teilkräften gegen die Nordküste des Asowschen Meeres zu schaffen.“

Die Heeresgruppe Mitte begann währenddessen mit der Zusammenziehung der Verbände und der Generalstäbe, seit dem 19. September 1941 unter dem angeordneten Decknamen Unternehmen Taifun. Neben dem Vorstoß auf Moskau sollten die Truppen in Zusammenarbeit mit der Heeresgruppe Nord – wie bereits am 30. August von Halder befohlen – die Ausgangslage für den Angriff am nördlichen Flügel verbessern.

### Probleme vor Beginn des Angriffs
Der Transport der Panzer zur Bildung der geplanten konzentrierten Schwerpunkte führte zu einer starken Belastung der gesamten Verkehrswege, da neben dem Transport von weit entfernt stehenden Verbänden der Panzergruppen 1 und 2 am Nordflügel die Verlegung der schnellen Truppen aus dem Bereich der Heeresgruppe Nord sowie der Nachschub aus der Heimat bewältigt werden musste. Dies führte zu Verzögerungen, die durch die außerplanmäßige längere Dauer der Operationen östlich von Kiew und den langsamer als erwarteten Vorstoß auf Leningrad verstärkt wurden. Im Fall der 8. Panzer-Division resultierte daraus die Aufhebung des Bereitstellungsbefehls für die Heeresgruppe Mitte.
Bereits während der Planungen bezog Halder die sich aufgrund der dauerhaften Einsätze ohne Auffüllungen weiter verringernde Stärke der Panzerdivisionen mit ein. Nach dem Stand des 4. September 1941 waren 30 % der Panzer komplett ausgefallen, darüber hinaus befanden sich 23 % in der Instandsetzung. Insgesamt verfügte die Hälfte der in die Operationsplanungen einbezogenen Panzerdivisionen über durchschnittlich rund 34 % ihrer Sollstärke an Panzern. Dieser Prozentsatz verbesserte sich auch nur unwesentlich durch die 125 neu zugeführten Exemplare. Als problematisch erwies sich auch die dauerbelastete hauptsächlich in der Heimat durchgeführte Reparatur der Panzer, von denen eine schwache Widerstandsfähigkeit zu erwarten war. Aufgrund dieser Tatsache ersuchte Halder das OKW um weitere 181 Panzer, die gemeinsam mit den bereits bei Orscha und Dünaburg stehenden neuen 125 Stück eine Auffrischung der am stärksten geschwächten Panzerdivisionen um 10 % ihres Bestandes bedeutet hätte. Dabei ging es um die Vorbereitung einer „feldzugsentscheidende Schlacht“ genannten Operation.
Ein weiteres Problem war der Fehlbestand an Kraftfahrzeugen, der zum Beginn der Offensive auf mehr als 22 % geschätzt wurde. Bei den im Einsatz verbliebenen Fahrzeugen handelte es sich zum Großteil um provisorisch instandgesetzte Typen, welche zum größten Teil seit Juni ununterbrochen im Einsatz waren. Daraus war zu schließen, dass die Beweglichkeit des Heeres aufgrund der Witterung, des Kampfes und der Straßenverhältnisse erheblich vermindert war. Dieses Problem hätte nur durch eine sofortige Autorisation zur Neufertigung von Kraftfahrzeugen durch Hitler persönlich gelöst werden können. Den Berechnungen des Generalbevollmächtigten für das Kraftfahrwesen Generalmajor Adolf von Schell zufolge wären dann genügend Kraftfahrzeuge zur Ausrüstung einer tropenfähigen Panzerdivision übrig geblieben. Nach seiner Meinung würde ein Liegenbleiben der Truppen „auf breiter Front im tiefen russischen Raum bei Einbruch des Winters“ wesentlich gravierendere Auswirkungen haben als die der Freigabe durch Hitler. Diese ist jedoch nie erfolgt.
Problematisch war auch die Versorgung mit Treibstoff, da die Vorräte der Versorgungsbasen der Heeresgruppen Mitte und Süd zum Großteil verbraucht waren. Lediglich die Heeresgruppe Nord verfügte noch über Bestände in ihrer Versorgungsbasis, da der Nachschub von dem dortigen Schienennetz und der Versorgung über die Ostsee profitierte. Hauptsächlich aufgrund der Versorgung auf Schienen war es lediglich der Heeresgruppe Nord und im begrenzten Ausmaß der Heeresgruppe Mitte möglich, Vorräte anzulegen. Bei vier Verbrauchssätzen als Reserve benötigten die Vorbereitungen für den Angriff auf Moskau 27 Züge täglich. Das Oberkommando der Wehrmacht bis zum 16. September täglich 22 Züge, ab dem 30. September täglich 27 Züge zusagen. Für den Zeitraum der Operationen im Oktober wurde ein Bedarf von 29 Zügen errechnet, wobei lediglich 20 zugesagt werden konnten. Im November lagen die Versprechungen des OKW bei drei Zügen täglich, da man von dem Abschluss der Operation und der Nutzung der Züge zur Ausstattung und Bevorratung für den Winter ausging. Die beim Rückzug der Roten Armee zerstörte Infrastruktur musste erst wieder aufgebaut werden, blieb aber eher unzulänglich. Es gab kaum befestigte Straßen und die Bahnanlagen wären von der russischen Breitspur auf die europäische Regelspur auf- und umzubauen gewesen.
Ganz allgemein war es nicht möglich, die Verluste aus den bisherigen Schlachten zu kompensieren.

### Endgültige Entscheidung zum Angriff auf Moskau
Nach einem Lagevortrag des Generalstabschefs des Heeres, Generaloberst Franz Halder, erließ Hitler am 12. August 1941 die Weisung Nr. 34, die besagte, dass „Moskau als Staats-, Rüstungs- und Verkehrszentrum dem Gegner noch vor Eintritt des Winters“ zu entziehen sei. Dies stellte für den Generalstabschef des Heeres jedoch nur einen Teilerfolg dar, da Hitler zwar die von Halder energisch vertretene Wichtigkeit Moskaus anerkannte. Er blieb jedoch unverändert der Meinung, dass die Reihenfolge der Angriffsoperationen durch die Zerschlagung der Feindverbände und die Eroberung von kriegswirtschaftlich wichtigen Gebieten bestimmt wurde. Hitler argumentierte auch gegen den Vorstoß auf Moskau, indem er die These seiner Generalität aufgriff, dass der Großteil der Roten Armee vor der sowjetischen Hauptstadt konzentriert war und sie an den anderen Fronten so stark geschwächt war, dass nach seinem Verständnis diese geschwächten Frontabschnitte Priorität hatten.
Nach dem durch eine Studie des Diktators begründeten Entschluss vom 22. August 1941, der besagte, die Operationen gegen Moskau bis auf weiteres zu stoppen, bahnte sich der abschließende Akt der Debatte über die feldzugsentscheidende „letzte Schlacht“ an. Nach der Auffassung Hitlers sollten alle westlich von Moskau stehenden Armeen vor der Fortsetzung des Angriffs endgültig geschlagen werden. Diese von Hitler bereits in der frühen Phase vertretene Denkweise stand in einem starken Kontrast zu dem strategischen Konzept der weiträumigen Umfassung von Halder, da ersteres dem Feind zwangsläufig die Initiative überließ.
In einer Hitler vorgelegten Denkschrift kam das OKW am 26. August 1941 zu der Feststellung, dass es unmöglich sei, den Feldzug im Osten in diesem Jahr noch zu beenden. Diese Darstellung fand schließlich auch Hitlers Zustimmung. Als sich ein Fiasko der Roten Armee in der Schlacht um Kiew (23. August bis 26. September 1941) abzeichnete, änderte Hitler jedoch überraschend seine Meinung und befahl am 6. September 1941 mit der Führerweisung Nr. 35 der Heeresgruppe Mitte, die Vorbereitungen für einen Angriff auf Moskau bis Ende September abzuschließen. Wörtlich heißt es:

„Die Anfangserfolge gegen die zwischen den inneren Flügeln der Heeresgruppen Süd und Mitte befindlichen Feindkräfte haben […] die Grundlage für eine entscheidungssuchende Operation gegen die vor der Heeresmitte stehende in Angriffskämpfen festgelegte Heeresgruppe Timoschenko geschaffen. Sie muß in der bis zum Einbruch des Winterwetters verfügbaren befristeten Zeit vernichtend geschlagen werden. Es gilt hierzu, alle Kräfte des Heeres und der Luftwaffe zusammenzufassen, die auf den Flügeln entbehrlich werden und zeitgerecht herangeführt werden können.“

## Verteidigungsvorbereitungen in Moskau

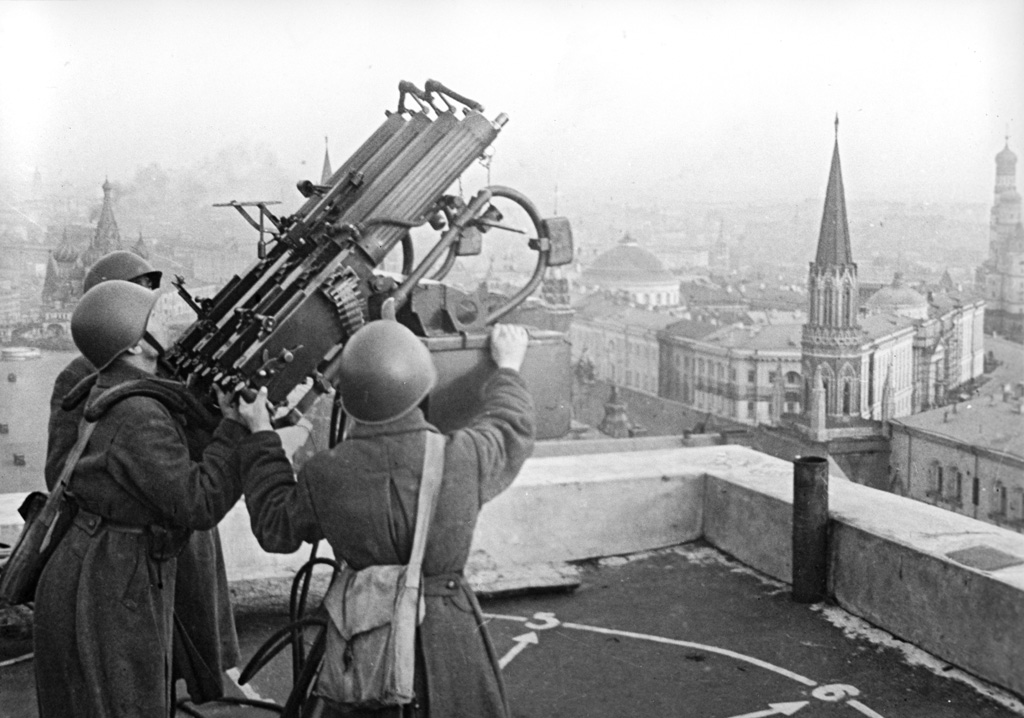
Sowjetische Fla-MG-Schützen auf dem Dach des Hotels Moskva in unmittelbarer Nähe des Kreml (August 1941)

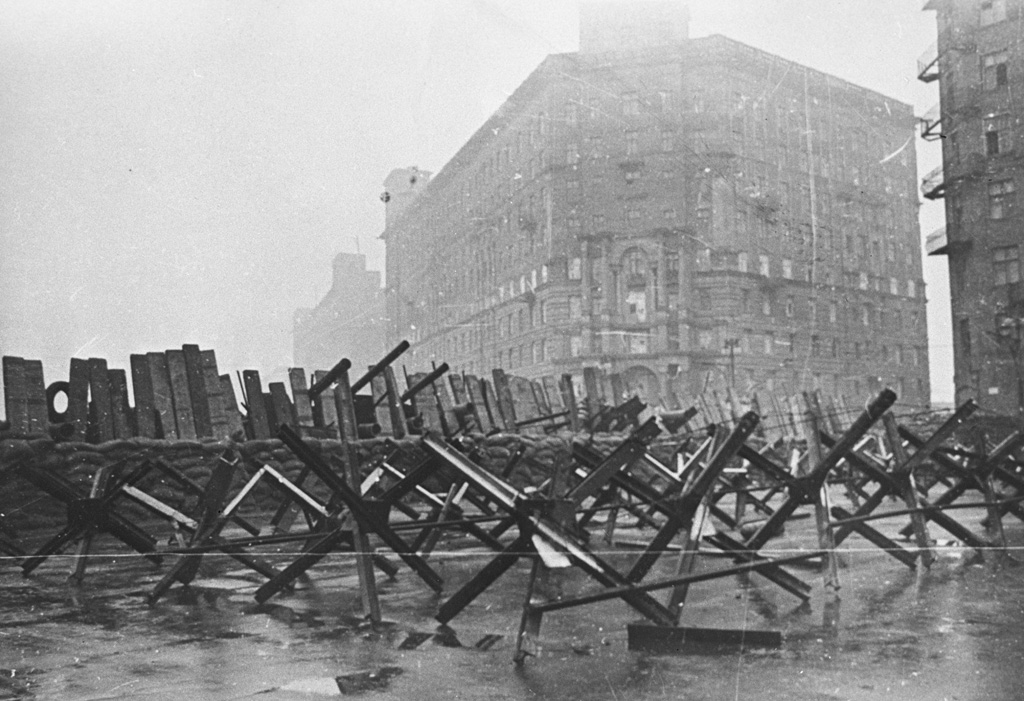
Barrikaden in einer Straße in Moskau (Oktober 1941)

Ende Juli 1941 nahm Moskau nach den ersten deutschen Luftangriffen langsam das Aussehen einer Frontstadt an. Die Schaufenster der Geschäfte wurden mit Sandsäcken oder Brettern verbarrikadiert, an denen zum Teil riesige Propagandaplakate hingen. Nachts herrschte strenge Verdunkelung und der Straßenverkehr wurde auf das Nötigste minimiert. Bei den Tarnungsanstrengungen vor der deutschen Luftwaffe wurden keine Mühen gescheut. Die Umrisse fast der gesamten Stadt wurden in Kleinstarbeit umgeändert. So sahen zum Beispiel der Swerdlow-Platz und das Bolschoi-Theater aus der Luft betrachtet wie eine Gruppe kleiner Häuser aus. Die Kreml-Mauern wurden mit Farbe zu Reihenwohnhäusern umstilisiert, die goldenen Kuppeln der Kirchen wurden grün angemalt. Auf allen großen Straßen malte man Zickzack-Linien, die von oben wie Hausdächer aussahen. Alle großen Plätze wurden mit Hausdächern bemalt und freie Flächen wie Sportstadien wurden mit Attrappen von Hausdächern aus Holz bedeckt. Sogar einige Schleifen der Moskwa wurden vollständig mit Holz überdeckt, um den deutschen Fliegern die Orientierung zu erschweren. In den Wäldern der Vorstädte wurden Hunderte von Flak-Scheinwerfern und schwere Flak-Batterien aufgestellt und an den Moskauer Ausfallstraßen stiegen Fesselballons empor, um Tiefflieger abzuhalten. Die Moskauer Luftverteidigung war stärker ausgebaut als die von Berlin und London gemeinsam.
Der Moskauer U-Bahn-Betrieb lief nur auf wenigen wichtigen Strecken planmäßig weiter. Entlang der Schienen wurden Holzbretter aufgestellt und die unterirdischen Bahnhöfe und Bahnschächte zu einem riesigen Luftschutzkeller für die Moskauer Zivilbevölkerung umfunktioniert. Jeder Moskauer, der nicht irgendwie an der Luftverteidigung beteiligt war, musste in einen Keller gehen. Zuwiderhandlungen wurde durch Geldstrafen oder Haft geahndet. Beim ersten Nachtangriff der Deutschen, genau einen Monat nach Kriegsbeginn, flogen die deutschen Maschinen zum ersten und einzigen Mal in einer Höhe von 300 Metern über Moskau. Danach bombardierten die Deutschen Moskau aus großer Höhe. Die Zahl der einfliegenden deutschen Bomber wurde von Angriff zu Angriff geringer. Waren es in der Nacht vom 21./22. Juli 1941 noch 127 Maschinen, die Moskau angriffen, so waren es eine Nacht später 115, und in der Nacht zum 24. Juli dann 100 Maschinen. Bis zum Jahresende 1941 wurden in 59 von 76 Angriffen auf Moskau weniger als zehn deutsche Flugzeuge vom Typ He 111 und Ju 88 eingesetzt.

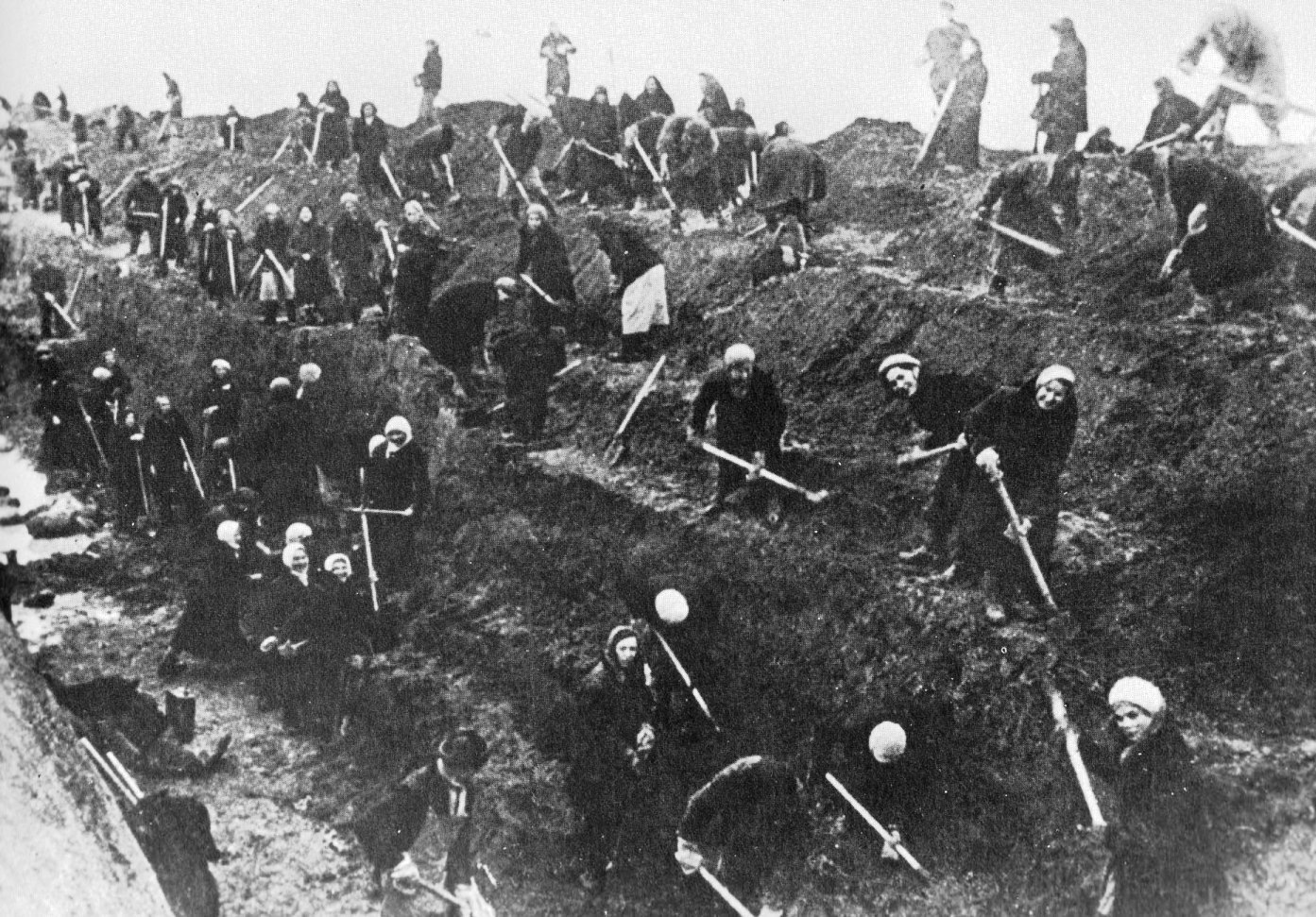
Frauen heben einen Panzergraben vor Moskau aus (1941)

In Moskau bereitete man sich auf die Möglichkeit eines plötzlichen Zusammenbruchs der Front oder die Landung von Fallschirmtruppen vor. Dazu wurden sowjetische Jägerbataillone und Komsomolbrigaden in einzelnen Kasernen zusammengezogen. Das gesamte Verteidigungssystem, die sogenannte Moskauer Verteidigungszone, wurde dem Kommando des Moskauer Militärbezirks (Generalleutnant Pawel Artemjewitsch Artemjew) unterstellt, dem die Mobilisierung der Bevölkerung zu Schanz- und Befestigungsarbeiten sowie die Aufstellung und Bewaffnung von Arbeiterbataillonen unterlag. Artemjew war außerdem für die Industrieproduktion, das Transportwesen, die Nachrichtenverbindungen und für die Lebensmittelversorgung der Bevölkerung verantwortlich. So lagen die wichtigsten Lebensfunktionen der Hauptstadt in den Händen des Innenministeriums der UdSSR (NKWD).

## Vergleich der Streitkräfte
Die Gliederung der Roten Armee unterschied sich von der deutschen durch das Fehlen eines Korpsverbandes. Bei den Mannstärken der Divisionen entsprachen etwa 2½ sowjetische Divisionen einer deutschen Division, wobei zu beachten ist, dass der Anteil der fechtenden Truppe in den Divisionen bei der Roten Armee deutlich höher lag. Die Luftstreitkräfte waren als Waffengattung der Roten Armee unterstellt und bildete keine Teilstreitkraft wie die deutsche Luftwaffe.

### Die deutschen Streitkräfte
| Heeresgruppe Mitte (Generalfeldmarschall Fedor von Bock) |                                                                                  |                                                                                              |                                                                                  |
|                                                          | 9. Armee (Generaloberst Adolf Strauß)                                            |                                                                                              |                                                                                  |
|                                                          |                                                                                  | XXIII. Armeekorps (General der Infanterie Albrecht Schubert)                                 |                                                                                  |
|                                                          |                                                                                  |                                                                                              | 251. Infanterie-Division (Generalleutnant Karl Burdach)                          |
|                                                          |                                                                                  |                                                                                              | 102. Infanterie-Division (Generalleutnant John Ansat)                            |
|                                                          |                                                                                  |                                                                                              | 256. Infanterie-Division (Generalleutnant Gerhard Kauffmann)                     |
|                                                          |                                                                                  |                                                                                              | 206. Infanterie-Division (Generalleutnant Hugo Höfl)                             |
|                                                          |                                                                                  | VIII. Armeekorps (General der Artillerie Walter Heitz)                                       |                                                                                  |
|                                                          |                                                                                  |                                                                                              | 28. Infanterie-Division (Generalleutnant Johann Sinnhuber)                       |
|                                                          |                                                                                  |                                                                                              | 8. Infanterie-Division (Generalmajor Gustav Höhne)                               |
|                                                          |                                                                                  |                                                                                              | 87. Infanterie-Division (Generalleutnant Bogislav von Studnitz)                  |
|                                                          |                                                                                  | XXVII. Armeekorps (General der Infanterie Alfred Wäger)                                      |                                                                                  |
|                                                          |                                                                                  |                                                                                              | 255. Infanterie-Division (General der Infanterie Wilhelm Wetzel)                 |
|                                                          |                                                                                  |                                                                                              | 162. Infanterie-Division (Generalleutnant Hermann Franke)                        |
|                                                          |                                                                                  |                                                                                              | 86. Infanterie-Division (Generalleutnant Joachim Witthöft)                       |
|                                                          |                                                                                  | Armeereserve                                                                                 |                                                                                  |
|                                                          |                                                                                  |                                                                                              | 161. Infanterie-Division (Generalleutnant Heinrich Recke)                        |
|                                                          | Panzergruppe 3 (Generaloberst Hermann Hoth) (operativ der 9. Armee unterstellt)  |                                                                                              |                                                                                  |
|                                                          |                                                                                  | VI. Armeekorps (General der Pioniere Otto-Wilhelm Förster)                                   |                                                                                  |
|                                                          |                                                                                  |                                                                                              | 110. Infanterie-Division (Generalleutnant Ernst Seifert)                         |
|                                                          |                                                                                  |                                                                                              | 26. Infanterie-Division (Generalleutnant Walter Weiß)                            |
|                                                          |                                                                                  | V. Armeekorps (General der Infanterie Richard Ruoff)                                         |                                                                                  |
|                                                          |                                                                                  |                                                                                              | 5. Infanterie-Division (Generalmajor Karl Allmendinger)                          |
|                                                          |                                                                                  |                                                                                              | 35. Infanterie-Division (General der Infanterie Walther Fischer von Weikersthal) |
|                                                          |                                                                                  |                                                                                              | 106. Infanterie-Division (General der Infanterie Ernst Dehner)                   |
|                                                          |                                                                                  | XXXXI. Armeekorps (mot.) (General der Panzertruppe Georg-Hans Reinhardt)                     |                                                                                  |
|                                                          |                                                                                  |                                                                                              | 36. Infanterie-Division (mot.) (Generalleutnant Otto-Ernst Ottenbacher)          |
|                                                          |                                                                                  |                                                                                              | 1. Panzer-Division (Generalmajor Walter Krüger)                                  |
|                                                          |                                                                                  |                                                                                              | 6. Infanterie-Division (Generalleutnant Helge Auleb)                             |
|                                                          |                                                                                  | LVI. Armeekorps (mot.) (General der Panzertruppe Ferdinand Schaal)                           |                                                                                  |
|                                                          |                                                                                  |                                                                                              | 14. Infanterie-Division (mot.) (Generalmajor Heinrich Wosch)                     |
|                                                          |                                                                                  |                                                                                              | 129. Infanterie-Division (Generalleutnant Stephan Rittau)                        |
|                                                          |                                                                                  |                                                                                              | 6. Panzer-Division (Generalleutnant Franz Landgraf)                              |
|                                                          |                                                                                  |                                                                                              | 7. Panzer-Division (Generalmajor Hans Freiherr von Funck)                        |
|                                                          | 4. Armee (Generalfeldmarschall Günther von Kluge)                                |                                                                                              |                                                                                  |
|                                                          |                                                                                  | IX. Armeekorps (General der Infanterie Hermann Geyer)                                        |                                                                                  |
|                                                          |                                                                                  |                                                                                              | 137. Infanterie-Division (Generalleutnant Friedrich Bergmann)                    |
|                                                          |                                                                                  |                                                                                              | 263. Infanterie-Division (Generalleutnant Ernst Häckel)                          |
|                                                          |                                                                                  |                                                                                              | 183. Infanterie-Division (ab 4.10. Generalleutnant Richard Stempel)              |
|                                                          |                                                                                  |                                                                                              | 292. Infanterie-Division (Generalleutnant Willy Seeger)                          |
|                                                          |                                                                                  | XX. Armeekorps (General der Infanterie Friedrich Materna)                                    |                                                                                  |
|                                                          |                                                                                  |                                                                                              | 78. Infanterie-Division (Generalmajor Emil Markgraf)                             |
|                                                          |                                                                                  |                                                                                              | 15. Infanterie-Division (Generalleutnant Ernst-Eberhard Hell)                    |
|                                                          |                                                                                  |                                                                                              | 268. Infanterie-Division (Generalleutnant Erich Straube)                         |
|                                                          |                                                                                  | VII. Armeekorps (General der Artillerie Wilhelm Fahrmbacher)                                 |                                                                                  |
|                                                          |                                                                                  |                                                                                              | 7. Infanterie-Division (Generalleutnant Eccard Freiherr von Gablenz)             |
|                                                          |                                                                                  |                                                                                              | 267. Infanterie-Division (Generalmajor Friedrich-Karl von Wachter)               |
|                                                          |                                                                                  |                                                                                              | 23. Infanterie-Division (Generalleutnant Heinz Hellmich)                         |
|                                                          |                                                                                  |                                                                                              | 197. Infanterie-Division (Generalmajor Hermann Meyer-Rabingen)                   |
|                                                          | Panzergruppe 4 (Generaloberst Erich Hoepner) (operativ der 4. Armee unterstellt) |                                                                                              |                                                                                  |
|                                                          |                                                                                  | LVII. Armeekorps (mot.) (General der Panzertruppe Adolf-Friedrich Kuntzen)                   |                                                                                  |
|                                                          |                                                                                  |                                                                                              | 20. Panzer-Division (Oberst Georg von Bismarck)                                  |
|                                                          |                                                                                  |                                                                                              | 3. Infanterie-Division (mot.) (Generalleutnant Curt Jahn)                        |
|                                                          |                                                                                  |                                                                                              | SS-Division Das Reich (mot.) (SS-Gruppenführer Paul Hausser)                     |
|                                                          |                                                                                  | XXXXVI. Armeekorps (mot.) (Generaloberst Heinrich von Vietinghoff)                           |                                                                                  |
|                                                          |                                                                                  |                                                                                              | 5. Panzer-Division (Generalmajor Gustav Fehn)                                    |
|                                                          |                                                                                  |                                                                                              | 11. Panzer-Division (Generalmajor Hans-Karl Freiherr von Esebeck)                |
|                                                          |                                                                                  |                                                                                              | 252. Infanterie-Division (Generalleutnant Diether von Böhm-Bezing)               |
|                                                          |                                                                                  | XXXX. Armeekorps (mot.) (General der Kavallerie Georg Stumme)                                |                                                                                  |
|                                                          |                                                                                  |                                                                                              | 2. Panzer-Division (Generalleutnant Rudolf Veiel)                                |
|                                                          |                                                                                  |                                                                                              | 10. Panzer-Division (Generalmajor Wolfgang Fischer)                              |
|                                                          |                                                                                  |                                                                                              | 258. Infanterie-Division (Generalmajor Karl Pflaum)                              |
|                                                          |                                                                                  | XII. Armeekorps (General der Infanterie Walter Schroth)                                      |                                                                                  |
|                                                          |                                                                                  |                                                                                              | 98. Infanterie-Division (Generalleutnant Erich Schröck)                          |
|                                                          |                                                                                  |                                                                                              | 34. Infanterie-Division (General der Artillerie Hans Behlendorff)                |
|                                                          | 2. Armee (Generaloberst Maximilian von Weichs)                                   |                                                                                              |                                                                                  |
|                                                          |                                                                                  | XIII. Armeekorps (General der Infanterie Hans Felber)                                        |                                                                                  |
|                                                          |                                                                                  |                                                                                              | 17. Infanterie-Division (Generalleutnant Herbert Loch)                           |
|                                                          |                                                                                  |                                                                                              | 260. Infanterie-Division (Generalleutnant Hans Schmidt)                          |
|                                                          |                                                                                  | XXXXIII. Armeekorps (General der Infanterie Gotthard Heinrici)                               |                                                                                  |
|                                                          |                                                                                  |                                                                                              | 52. Infanterie-Division (Generalmajor Lothar Rendulic)                           |
|                                                          |                                                                                  |                                                                                              | 131. Infanterie-Division (Generalleutnant Heinrich Meyer-Burgdorf)               |
|                                                          |                                                                                  | LIII. Armeekorps (General der Infanterie Karl Weisenberger)                                  |                                                                                  |
|                                                          |                                                                                  |                                                                                              | 56. Infanterie-Division (Generalleutnant Karl von Oven)                          |
|                                                          |                                                                                  |                                                                                              | 31. Infanterie-Division (Generalmajor Gerhard Berthold)                          |
|                                                          |                                                                                  |                                                                                              | 167. Infanterie-Division (Generalmajor Wolf-Günther Trierenberg)                 |
|                                                          | Panzergruppe 2 (ab 5. Oktober 2. Panzerarmee, Generaloberst Heinz Guderian)      |                                                                                              |                                                                                  |
|                                                          |                                                                                  | XXXXVIII. Armeekorps (mot.) (General der Panzertruppe Werner Kempf)                          |                                                                                  |
|                                                          |                                                                                  |                                                                                              | 9. Panzer-Division (Generalleutnant Alfred Ritter von Hubicki)                   |
|                                                          |                                                                                  |                                                                                              | 25. Infanterie-Division (mot.) (Generalleutnant Heinrich Clössner)               |
|                                                          |                                                                                  |                                                                                              | 16. Infanterie-Division (mot.) (Generalmajor Johannes Streich)                   |
|                                                          |                                                                                  | XXXXVII. Armeekorps (mot.) (General der Artillerie Joachim Lemelsen)                         |                                                                                  |
|                                                          |                                                                                  |                                                                                              | 17. Panzer-Division (General der Panzertruppe Hans-Jürgen von Arnim)             |
|                                                          |                                                                                  |                                                                                              | 18. Panzer-Division (Generalmajor Walther Nehring)                               |
|                                                          |                                                                                  |                                                                                              | 29. Infanterie-Division (mot.) (Generalmajor Max Fremerey)                       |
|                                                          |                                                                                  | XXIV. Armeekorps (mot.) (General der Panzertruppe Leo Geyr von Schweppenburg)                |                                                                                  |
|                                                          |                                                                                  |                                                                                              | 3. Panzer-Division (Generalleutnant Walter Model)                                |
|                                                          |                                                                                  |                                                                                              | 4. Panzer-Division (Generalmajor Willibald von Langermann und Erlencamp)         |
|                                                          |                                                                                  |                                                                                              | 10. Infanterie-Division (mot.) (Generalleutnant Friedrich-Wilhelm von Loeper)    |
|                                                          |                                                                                  | Höheres Kommando XXXV (General der Artillerie Rudolf Kaempfe)                                |                                                                                  |
|                                                          |                                                                                  |                                                                                              | 95. Infanterie-Division (Generalleutnant Hans-Heinrich Sixt von Arnim)           |
|                                                          |                                                                                  |                                                                                              | 296. Infanterie-Division (Generalleutnant Wilhelm Stemmermann)                   |
|                                                          |                                                                                  |                                                                                              | 262. Infanterie-Division (Generalleutnant Edgar Theisen)                         |
|                                                          |                                                                                  |                                                                                              | 293. Infanterie-Division (Generalleutnant Justin von Obernitz)                   |
|                                                          |                                                                                  |                                                                                              | 1. Kavallerie-Division (Generalmajor Kurt Feldt)                                 |
|                                                          |                                                                                  | Höheres Kommando XXXIV (General der Infanterie Hermann Metz)                                 |                                                                                  |
|                                                          |                                                                                  |                                                                                              | 45. Infanterie-Division (Generalmajor Fritz Schlieper)                           |
|                                                          |                                                                                  |                                                                                              | 134. Infanterie-Division (Generalleutnant Conrad von Cochenhausen)               |
|                                                          | Heeresgruppenreserve                                                             |                                                                                              |                                                                                  |
|                                                          |                                                                                  |                                                                                              | Infanterie-Regiment Großdeutschland (Oberst Walter Hörnlein)                     |
|                                                          |                                                                                  |                                                                                              | 19. Panzer-Division (Generalleutnant Otto von Knobelsdorff)                      |
|                                                          |                                                                                  |                                                                                              | Brigade mot. 900 (Oberst Walter Krause)                                          |
|                                                          |                                                                                  | Befehlshaber rückwärtiges Heeresgebiet Mitte (General der Infanterie Max von Schenckendorff) |                                                                                  |
|                                                          |                                                                                  |                                                                                              | 707. Infanterie-Division (Generalmajor Gustav Freiherr von Mauchenheim)          |
|                                                          |                                                                                  |                                                                                              | 339. Infanterie-Division (Generalmajor Georg Hewelke)                            |
|                                                          |                                                                                  |                                                                                              | SS-Kavallerie-Brigade (SS-Obersturmbannführer Hermann Fegelein)                  |
|                                                          |                                                                                  |                                                                                              | 221. Sicherungs-Division (Generalleutnant Johann Pflugbeil)                      |
|                                                          |                                                                                  |                                                                                              | 286. Sicherungs-Division (Generalleutnant Kurt Müller)                           |
|                                                          |                                                                                  |                                                                                              | 403. Sicherungs-Division (Generalleutnant Wolfgang von Ditfurth)                 |
|                                                          |                                                                                  |                                                                                              | 454. Sicherungs-Division (in Zuführung)                                          |

|  | Luftflotte 2 (Generalfeldmarschall Albert Kesselring) |                                                                 | |
|  |                                                       | VIII. Fliegerkorps (General der Flieger Wolfram von Richthofen) | |
|  |                                                       |                                                                 | 2./Fernaufklärungsgruppe 11, 7./Nahaufklärungsgruppe 21, IV./Kampfgeschwader z.b.V. 1, Kampfgruppe z.b.V. 106, I./Luftlandegeschwader 1 |
|  |                                                       |                                                                 | Stab und I./Kampfgeschwader 2, III./Kampfgeschwader 3, III./Kampfgeschwader 4                                                           |
|  |                                                       |                                                                 | Stab, I. und III./Kampfgeschwader 76 |
|  |                                                       |                                                                 | Stab, I. und III. Sturzkampfgeschwader 2, II./Lehrgeschwader 2, 10./Lehrgeschwader 2                                                    |
|  |                                                       |                                                                 | Stab und III. und 15./Jagdgeschwader 27, I. und II./Jagdgeschwader 52, II./Zerstörergeschwader 26                                       |
|  |                                                       | II. Fliegerkorps (General der Flieger Bruno Loerzer)            | |
|  |                                                       |                                                                 | 1./Fernaufklärungsgruppe 122, 5./Nahaufklärungsgruppe 23, II./Kampfgeschwader z.b.V. 1, Kampfgruppe z.b.V. 9, Kampfgruppe z.b.V. 105    |
|  |                                                       |                                                                 | Stab, I. und II./Kampfgeschwader 3 |
|  |                                                       |                                                                 | Stab, I. II. und III./Kampfgeschwader 53                                                                                                |
|  |                                                       |                                                                 | Stab und I./Kampfgeschwader 28, Kampfgruppe 100, III./Kampfgeschwader 26                                                                |
|  |                                                       |                                                                 | Stab und II./Schnellkampfgeschwader 210                                                                                                 |
|  |                                                       |                                                                 | Stab, II. und III./Sturzkampfgeschwader 77                                                                                              |
|  |                                                       |                                                                 | Stab, II. und III. Sturzkampfgeschwader 1                                                                                               |
|  |                                                       |                                                                 | Stab, I., II., III. und IV./Jagdgeschwader 51                                                                                           |
|  |                                                       |                                                                 | Stab, II. und III. Jagdgeschwader 3 |
|  |                                                       | I. Flakkorps (Generalmajor Walther von Axthelm)                 | |
|  |                                                       |                                                                 | Flakregiment 101 |
|  |                                                       |                                                                 | Flakregiment 104 |

Die Heeresgruppe Mitte (GFM von Bock) wurde für den Angriff auf Moskau durch die Panzergruppe 4 (Hoepner) erheblich verstärkt, die von Leningrad zur Mittelfront abgezogen wurde. Insgesamt verfügten die Deutschen über 14 Panzerdivisionen, 9 motorisierte Infanteriedivisionen und 56 Infanteriedivisionen. Unterstützung aus der Luft kam von der Luftflotte 2 (Kesselring) und von Teilen der Luftflotte 4 (Löhr).
Insbesondere die motorisierten und gepanzerten Einheiten der Heeresgruppe Mitte waren nach hohen Kilometerleistung auf ungeeigneten Straßen unter fast ständiger Feindeinwirkung stark dezimiert. Sie hätten dringend der Überholung und Auffrischung bedurft, was aus zeitlichen und organisatorischen Gründen nur unzureichend geschah.
Die von den deutschen Streitkräften gewonnenen Kesselschlachten waren für sich gesehen taktische Erfolge, jedoch verschafften sie den sowjetischen Streitkräften Zeit für Verteidigungsvorbereitungen an wichtigen Abschnitten. Die deutschen Truppen hingegen wurden schwächer, die Flugzeuge, Panzer und Fahrzeuge verschlissen, die begrenzten Ressourcen an Treibstoff und Munition wurden aufgebraucht. Ersatz konnte nur notdürftig gestellt werden. Obwohl der russische Winter in einigen Wochen beginnen würde, fehlte warme Bekleidung für die Soldaten.
Die Verluste der Wehrmacht im Deutsch-Sowjetischen Krieg vom 22. Juni bis 26. September 1941 beliefen sich auf 534.086 Tote, Verwundete und Vermisste, also rund 15 % der Anfangsstärke.

### Die sowjetischen Streitkräfte

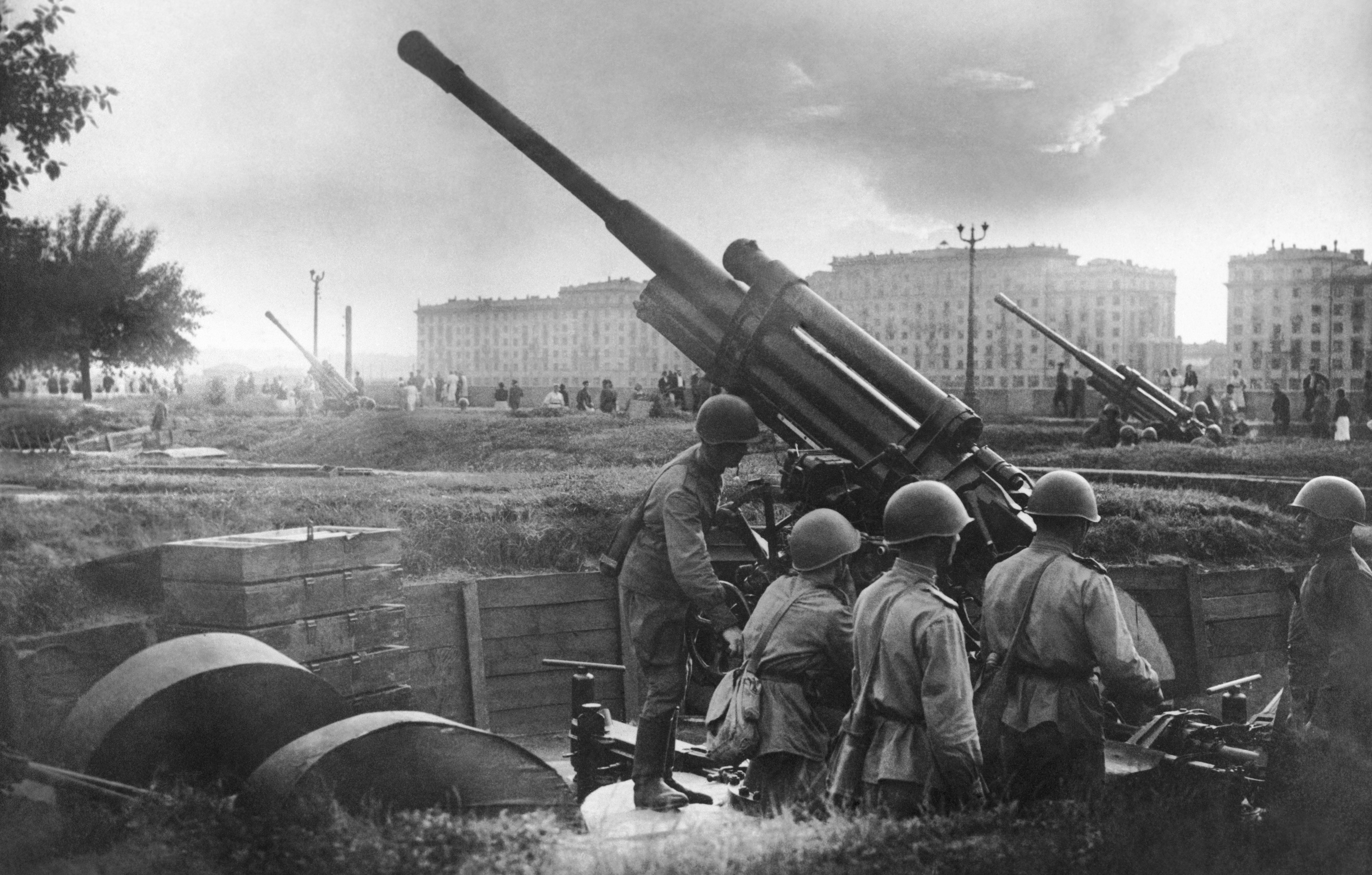
Sowjetische Luftabwehrstellung in Moskau (Juli 1941)

Die Rote Armee konnte die Front, die östlich Smolensk etwa 300 km westlich der Hauptstadt Moskau verlief, im Verlauf des Sommers sichern und ausbauen. In einigen Abschnitten führte die Rote Armee heftige Gegenangriffe durch.
Anfang September 1941 musste die Heeresgruppe Mitte einen Frontvorsprung bei Jelnja, etwa 70 km südöstlich von Smolensk, unter dem Druck der Roten Armee (Jelnja-Offensive) räumen. Dies war der erste bedeutende operative Rückzug deutscher Truppen im Zweiten Weltkrieg überhaupt.
Im Norden und Süden der Rollbahn Smolensk–Moskau standen acht sowjetische Armeen der Westfront unter Oberbefehl von Marschall Timoschenko, der sein Hauptquartier in Wjasma hatte. Von Kalinin im Norden über Wolokolamsk, Borodino und Moschaisk bis südlich von Kaluga wurde die fast 300 km lange Moschaisk-Verteidigungslinie im rückwärtigen Gebiet rund 100 km vor Moskau aufgebaut. Diese Verteidigungsstellung bestand aus drei Hauptlinien mit Fallgruben, Panzergräben, breiten Minengürteln, elektrisch gesteuerten Flammenwerfern und PaK-Stellungen.
Im Moskauer Raum befand sich ein Großteil der sowjetischen Stawka-Reserven; die sowjetischen Luftstreitkräfte konzentrierten dort fast 40 % der einsatzbereiten Flugzeuge und hatten den Vorteil, dass sie friedensmäßig ausgebaute Flugplätze nahe der Front zur Verfügung hatten.
Mitte August 1941 funkte aus Japan der als Korrespondent der Frankfurter Zeitung getarnte Agent Richard Sorge nach Moskau, dass der japanische Kronrat beschlossen habe, den Kampf gegen die Sowjetunion von Mandschukuo aus endgültig einzustellen. Eher wäre Japan bereit, einen Krieg gegen die USA und das Vereinigte Königreich in Kauf zu nehmen, als auf die Rohstoffvorkommen Süd-Indochinas zu verzichten. Durch diese Information besaß das sowjetische Oberkommando die strategische Möglichkeit, sibirischen Truppen als größere Reserven aus dem Fernen Osten nach Westen zu verlegen. Die Truppentransporte nahmen für die über 8.000 km lange Strecke zwischen Moskau und Wladiwostok mehrere Wochen in Anspruch. Während nur Restkommandos vor Ort verblieben, um mit fingierten Funksprüchen das Vorhandensein der Truppen vorzutäuschen, fuhren die Militärtransporte unter Verzicht auf das übliche Blocksystem direkt auf Sicht und rollten mit absolutem Vorrang mit einer Tagesleistung von etwa 750 km westwärts. Die sibirischen Divisionen machten nur einen kleinen Teil der sowjetischen Reserven aus. Am 1. Oktober 1941 standen 213 sowjetische Schützendivisionen an der Front und 123 in Reserve, davon 25 in Sibirien und 33 im Kaukasus. Durch die Schlacht um Wjasma und Brjansk sank die Zahl auf 198 Schützendivisionen an der Front und 118 in Reserve. Zum 1. Dezember 1941 wuchs die Zahl der Schützendivisionen an der Front auf 230 an, wobei nur noch 84 Divisionen in Reserve blieben, davon immer noch 25 in Sibirien, im Kaukasus dagegen nur noch 9.

## Deutsche Offensive auf Moskau

### Kesselschlachten von Wjasma und Brjansk

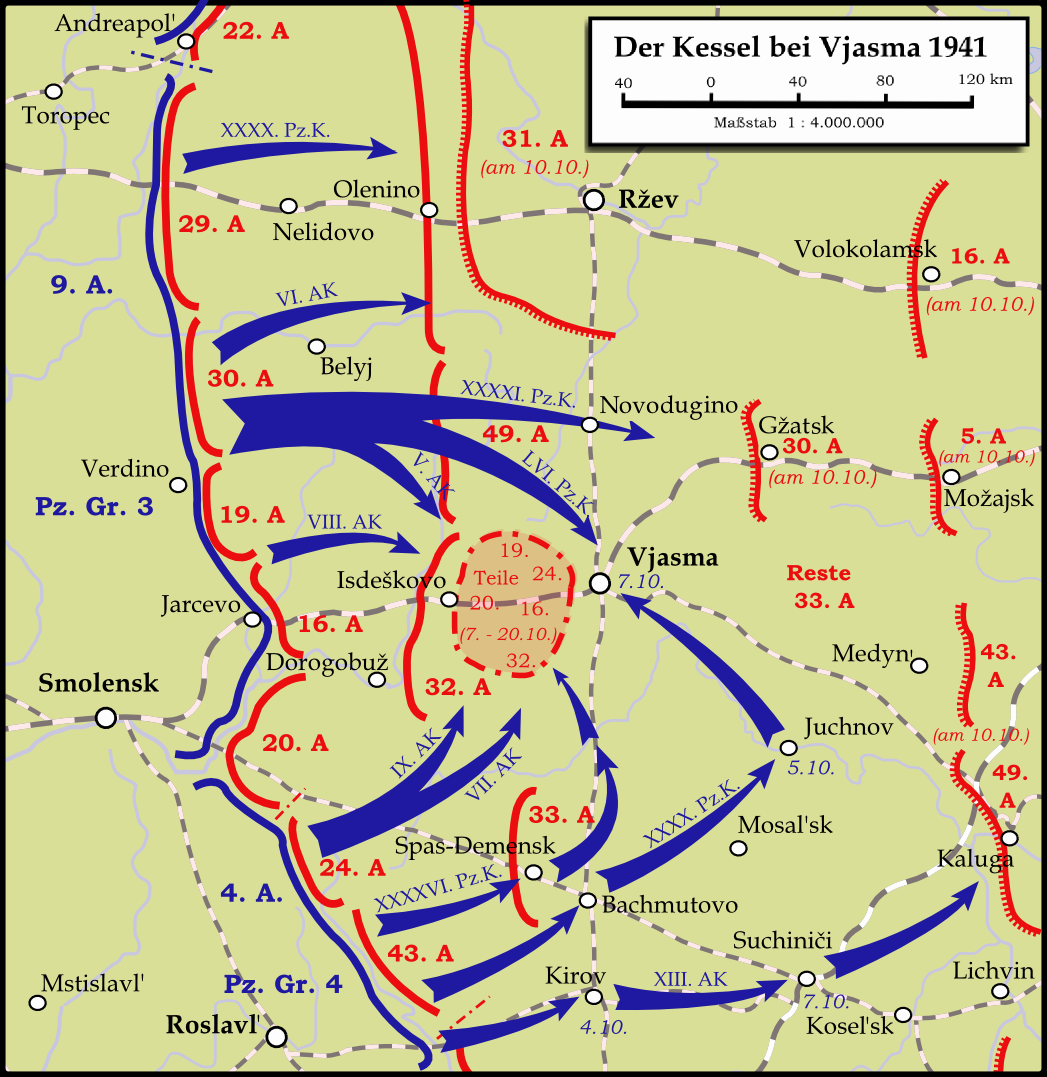
Karte der Kesselschlacht im Raum Wjasma (Oktober 1941)

Die Panzergruppe 2 begann den Angriff bereits am 29. September und sollte aus dem Raum Gluchow antretend den Zangengriff von Südwesten her beginnen. Guderians Truppen hatten über Orjol, Tula bis nach Moskau mit über 600 km den längsten Weg zurückzulegen. Gleichzeitig begann der Angriff der Heeresgruppe Süd auf Kursk, Charkow und das Donezbecken.
Im Morgengrauen des ersten Angrifftages wurde Hitlers Tagesbefehl vorgelesen, in dem der Beginn der letzten Entscheidungsschlacht dieses Jahres angekündigt wurde, mit dem Hinweis auf die große Gefahr, „die seit den Zeiten der Hunnen und später der Mongolenstürme entsetzlicher nicht mehr über dem Kontinent schwebte“.
Am 2. Oktober 1941 um 05:30 Uhr traten etwa 350 km vor Moskau von Nord nach Süd an: 9. Armee (Strauß), Panzergruppe 3 (Hoth), Panzergruppe 4 (Hoepner), 4. Armee (von Kluge), die Panzergruppe 2 (Guderian) und die 2. Armee (von Weichs). Beabsichtigt war, beiderseits der Rollbahn R2 Smolensk–Moskau vorzugehen und Moskau durch die PzGr. 3 im Norden und die PzGr. 4 im Süden zu umfassen. Bei der sogenannten „Rollbahn“ handelte es sich um die Hauptverkehrsstraße zwischen Moskau und Smolensk, die streckenweise vierspurig ausgebaut war (heute Magistrale Nr. 1). Einige Streckenabschnitte waren gepflastert oder Schotterstraße.
Zu diesem Zeitpunkt verfügten die motorisierten Verbände der Heeresgruppe Mitte nur noch über etwa 30–40 % ihres Bestandes. Die Versorgung der Truppen machte der Wehrmacht Probleme, da die sowjetische Eisenbahn auf Breitspurstrecken fuhr und die Bahnschienen erst umgenagelt werden mussten. Zudem stießen die Transportkapazitäten der Deutschen Reichsbahn an ihre Grenzen, zusätzlich verschärft durch Überfälle sowjetischer Partisanen.
Am 3. Oktober wurde die Stadt Orjol durch das XXIV. Armeekorps (mot.) der Panzergruppe 2 derartig überraschend eingenommen, dass die elektrischen Bahnen in der Stadt noch fuhren. Eine offensichtlich geplante Räumung der Industrieanlagen konnte nicht mehr durchgeführt werden. Zwischen Fabriken und dem Bahnhof lagen großflächig Maschinen und Kisten mit Werkzeugen und Rohstoffen an den Straßen. Vom Westen her ging die deutsche 2. Armee aus dem Raum Potschep nach Osten vor und hielt die Fronttruppen der sowjetischen 3. und 13. Armee fest. Nach dem Schwenk der 17. und 18. Panzer-Division in Richtung Nordwesten wurde am 6. Oktober Brjansk erobert und die nordöstlich der Stadt eingesetzte sowjetische 50. Armee eingekesselt. Armeegeneral Schukow wurde von Stalin aus Leningrad abberufen und mit der Verteidigung Moskaus beauftragt. Tags darauf schloss sich ein weiterer Kessel um die sowjetische 16., 19., 20., 24. und 32. Armee bei Wjasma. Das sowjetische Staatliche Verteidigungskomitee (GKO) traf den Beschluss, etwa 15 bis 20 km vor Moskau eine halbkreisförmige Verteidigungsstellung zu errichten, die aus mehreren Verteidigungslinien bestehen sollte.
Ebenfalls am 7. Oktober verbot Hitler jegliche Annahme einer eventuell unterbreiteten Kapitulation Moskaus. Durch den Reichspressechef Otto Dietrich wurde am 8. Oktober der in- und ausländischen Presse mitgeteilt, dass der „Russlandkrieg mit der Zertrümmerung der Heeresgruppe Timoschenko entschieden“ und die UdSSR geschlagen sei.
Am 14. bzw. 17. Oktober wurden die Kessel von Wjasma und Brjansk geräumt. Das OKW meldete die Vernichtung von 80 Divisionen; 663.000 Gefangene wurden gemacht, 1242 Panzer und 5412 Geschütze zerstört oder erbeutet.

### Reorganisation der sowjetischen Verteidigung
Um die Verteidigung im westlichen Vorfeld Moskaus zu reorganisieren, wurde die Reservefront am 10. Oktober aufgelöst und deren Armeen der Westfront angegliedert und am 12. Oktober Armeegeneral G.K. Schukow unterstellt.

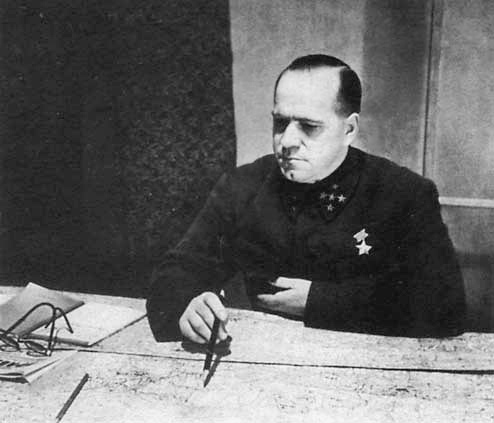
Schukow (Oktober 1941)

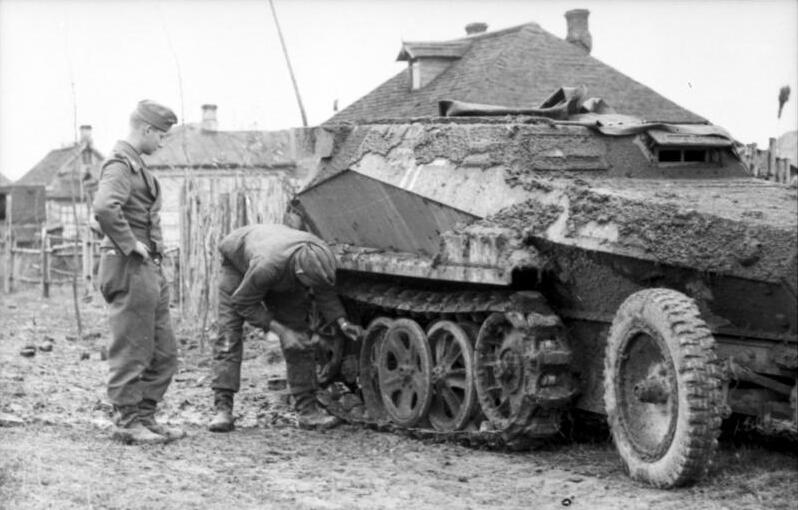
Schlamm erschwerte den deutschen Vormarsch (Oktober 1941)

Die zum Schutz Moskaus reorganisierte Westfront zählte am 10. Oktober nach der Eingliederung der Verbände der Reservefront 6 Armeen mit wieder 62 Schützen- und 9 Kavallerie-Divisionen, unterstützt von 11 Panzerbrigaden:
- 31. Armee, Generalmajor W. A. Juschkewitsch
- 16. Armee, Generalmajor K. K. Rokossowski
- 5. Armee, Generalleutnant Leljuschenko, ab 15. Oktober L. A. Goworow
- 33. Armee, Generalleutnant M. G. Jefremow
- 43. Armee, Generalmajor K. D. Golubjew
- 49. Armee, Generalleutnant I. G. Sacharkin

Am 12. Oktober eroberten Einheiten der deutschen 4. Armee Kaluga. Um diese Zeit begann die Schlammperiode (Rasputiza), und es kam zu ersten Gefechtsberührungen zwischen Wehrmacht und Truppen der Fernostarmee. Am 14. Oktober gelang dem deutschen VI. Armeekorps der 9. Armee mit der Einnahme von Rschew die Überschreitung der Wolga. Rechts davon nach Nordosten vorgehend, besetzte das XXXXI. Armeekorps (mot.) am 14. Oktober Kalinin. Der rechte Flügel der sowjetischen Westfront, die 22., 29. und 30. Armee wurden darauf am 17. Oktober dem einheitlichen Kommando Konjews unterstellt, dabei wurde die Kalininer Front gebildet. Am 23. Oktober trat auch die 31. Armee aus dem Bestand der Westfront zur Kalininer Front über.
Am 14. Oktober erreichten Panzerspitzen des XXXXVI. Armeekorps (mot.) die Moskauer-Schutzstellung bei Moshaisk, die sich fast 300 km lang von Kalinin über Wolokolamsk bis nach Kaluga erstreckte. Zunächst war die sowjetische 33. Armee mit der Errichtung der Befestigungsanlagen im Raum Moshaisk beauftragt, diese Truppen wurden aber bald an die bedrohte Front zwischen Rshew und Wjazma verlegt. Generalmajor Leljuschenko befehligte darauf diesen wichtigen Abschnitt mit Moskauer Milizen und der neu formierten 5. Armee, die aus dem Stab und Truppen des I. Garde-Schützenkorps aufgestellt worden war. Die bald zugeführte 32. Schützen-Division unter Oberst Polossuchin besetzte mit etwa 12.000 Mann den zentralen Verteidigungs-Abschnitt der Moskauer-Schutzstellung bei Borodino und unterstützte die Moskauer Miliz bei der Verteidigung der Zugänge nach Moshaisk. Am 14. Oktober begannen auf dem historischen Schlachtfeld von Borodino mehrtägige schwere Kämpfe, in der die SS-Division Das Reich auf frische sibirische Elitetruppen traf und am 17. Oktober das Dorf Gorki einnehmen konnte. Die 10. Panzerdivision konnte bei diesen Kämpfen bei Utizy durchbrechen, im Süden über Psarewo umfassen und Moshaisk am 18. Oktober einnehmen.
In dieser Zeit standen in der Moskauer Schutzstellung noch die 16. Armee mit zwei Kavalleriedivisionen unter Generalmajor L. M. Dowator, der 316. Schützen-Division (Generalmajor Iwan Panfilow), einem Kadetten-Regiment unter Oberst S. Mladentsev und die aus Moskauer Arbeitern gebildete 18. Miliz-Schützen-Division (Generalmajor P. Tschernyshew). Die sowjetische 43. Armee sicherte die Schutzstellung bei Malojaroslawez, die 49. Armee bei Kaluga und die 50. Armee begann sich bei Tula zu formieren.
In Moskau brach zwischen dem 16. und 18. Oktober eine Massenpanik unter der Bevölkerung aus, nachdem sie erstmals über die Bedrohung durch die Deutschen informiert wurde. Zu diesem Zeitpunkt waren fast zwei Millionen Menschen aus der Stadt evakuiert. In den Stadtbezirken wurden Arbeiterbataillone aufgestellt. Viele Kunstwerke aus den Museen und des Kremls – selbst der einbalsamierte Leichnam Lenins – wurden aus der Stadt nach Osten in Sicherheit geschafft. Über 200.000 Arbeiter verließen mit ihren Arbeitsausrüstungen die Stadt. Die meisten Betriebe standen still, viele Geschäfte und Warenhäuser wurden geplündert, erhebliche Teile der Bevölkerung versuchten die Stadt zu verlassen. Am 19. Oktober wurde über Moskau das Standrecht verhängt und Sperrverbände des NKWD unter dem Befehl von Generalleutnant Pawel Artemjew griffen hart durch. Meuterer wurden erschossen, Deserteure gehängt. An diesem Tage wurde auch in Tokio Richard Sorge durch die japanische Geheimpolizei Tokkō verhaftet. Er hatte mit seinem Funker Clausen (Deckname Fritz) seit 1939 insgesamt 141 Berichte mit über 65.000 Wörtern nach Moskau gefunkt sowie zahlreiche Mikrofilme per Kurier gesandt. Unterdessen wurden alle wichtigen Behörden, das Politbüro und fast sämtliche ausländische Diplomaten aus Moskau nach Kujbyschew (heute Samara) evakuiert. Stalin und das Hauptquartier des Obersten Befehlshabers (Stawka) blieben in der Stadt. In einer geheimen Mission wurde Moskau durch zwei Kompanien Bergbauspezialisten zur Sprengung vorbereitet. Unterdessen errichteten 500.000 Moskauer, überwiegend Frauen, Befestigungsanlagen vor Moskau.

### Gegenangriffe und Schlammperiode

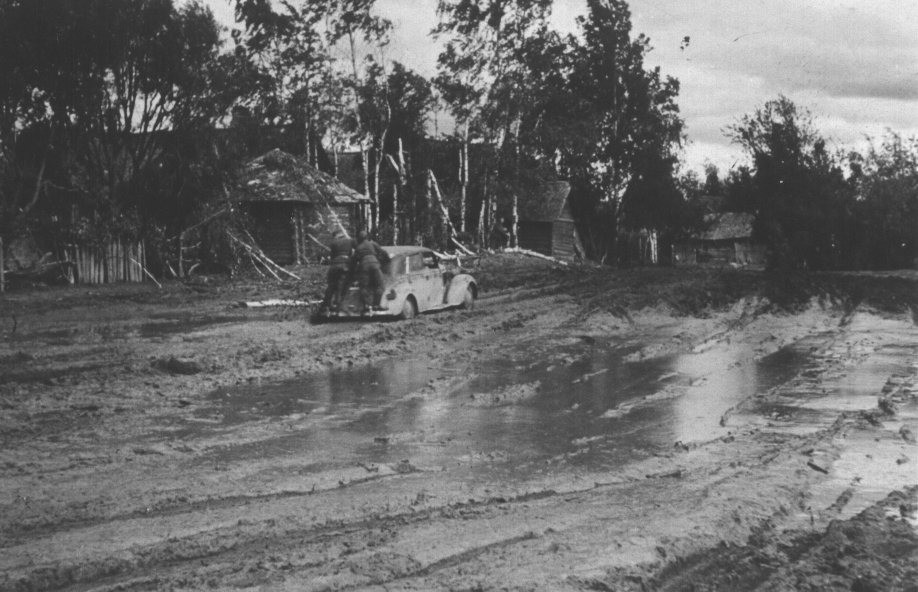
Rasputiza: Verschlammte Straße im Herbst 1941 in der Sowjetunion

Am 18. Oktober setzte die sowjetische 29. Armee (Generalleutnant Maslennikow) im Abschnitt der Panzergruppe 3 bei Kalinin zum Gegenangriff an: am folgenden Tag musste das XXXXI. Armeekorps (mot) die Eisenbahnbrücke bei Mjednoje samt dem dortigen Brückenkopf räumen. Das Eingreifen des VIII. Fliegerkorps stabilisierte die bereits bedrohliche Lage bei der deutschen 1. Panzer-Division. Die Mitte Oktober einsetzende Schlammperiode mit den aufgeweichten Wegen und Straßen erwies sich bald als wirksamer Helfer der Sowjetunion im Kampf gegen die Wehrmacht. Der Nachschub der an den Angriffsoperationen unmittelbar beteiligten Divisionen sank schlagartig von 900 Tonnen täglich auf nur noch rund 20 Tonnen. Das Erlahmen des deutschen Angriffes nutzten die sowjetischen Truppen zum Ausbau der Verteidigungsanlagen.
Ab dem 1. November durfte die Rollbahn Smolensk-Moskau nur noch mit Sondergenehmigung befahren werden, um sie nicht noch mehr „aufzuwühlen“, bis am 3. November leichter Frost einsetzte und die Straßen und Wege wieder befahrbarer machte. Jedoch brauchte die Wehrmacht fast zwei Wochen, bis Munition und Treibstoff herangeschafft werden konnten, um den Angriff wieder aufzunehmen. Als bereits am 6. November strenger Frost einsetzte, waren die Soldaten der Wehrmacht immer noch ohne Winterbekleidung. Am gleichen Tage fand in der Metrostation Majakowskaja eine feierliche Sitzung des Moskauer Sowjet statt, in der Stalin in einer leidenschaftlichen Rede die Kampfkraft seiner Soldaten und die Widerstandskraft der sowjetischen Bevölkerung beschwor. Tags darauf wurde auf dem Roten Platz trotz der Gefahr deutscher Luftangriffe eine Militärparade zum Gedenken an die Oktoberrevolution abgehalten. Die teilnehmenden Truppen der Roten Armee marschierten anschließend direkt zur nahen Front. Auf deutscher Seite wurde in dieser Zeit hingegen das VIII. Armeekorps (8. und 28. Infanterie-Division) sogar aus der Front herausgezogen, um in Frankreich umgerüstet zu werden.
Bereits am 13. November griffen sowjetische Truppen den rechten Flügel der 4. Armee mit dem Ziel an, die deutsche Angriffsfront zu zersplittern. Während dieser Kämpfe nutzte die Rote Armee die Zeit, um weitere Reservearmeen zur Vorbereitung der Offensive heranzuführen und für die deutsche Aufklärung möglichst unbemerkbar in die Front einzugliedern.

### Zweite deutsche Angriffsphase im Vorfeld Moskaus

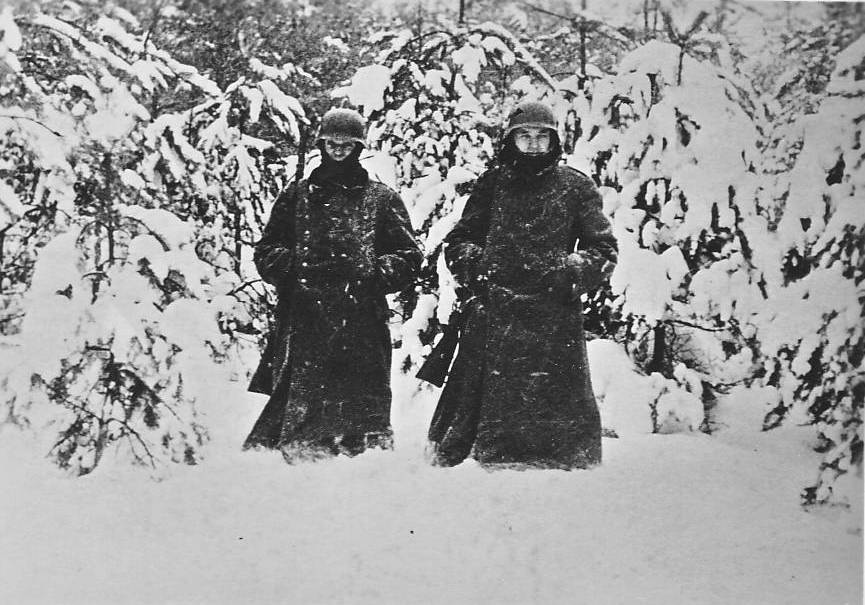
Soldaten der Wehrmacht auf Wache, westlich von Moskau

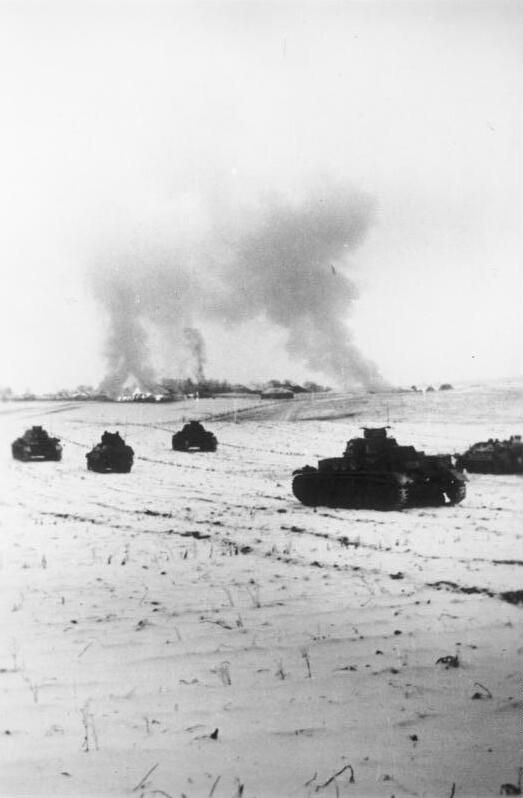
Deutscher Panzerangriff bei Istra am 25. November 1941

Mitte November begann am Nordabschnitt der Heeresgruppe Mitte die zweite Phase des deutschen Angriffs, der auf verbissenen Widerstand der Roten Armee traf. Friedrich Hoßbach schrieb am 21. November 1941 an seine Frau, dass er keine Anzeichen für ein Ende des Feldzuges sieht, auch wenn Moskau eingenommen würde, denn die „Hartnäckigkeit und Verbissenheit“ des Widerstandes der Russen sei beachtlich, sie würden bis zum letzten Mann und vielleicht bis zum letzten Quadratmeter ihres Landes kämpfen. Da größere Teile der deutschen Luftflotte 2 (Kesselring) in den Mittelmeerraum verlegt worden waren, fehlte es an der nötigen Luftunterstützung. Die sowjetischen Streitkräfte hingegen konnten ihrerseits in den wichtigsten Abschnitten die Luftherrschaft erringen. Am 15. November startete das XXVII. Armeekorps (86. und 161. Infanterie-Division) der deutschen 9. Armee einen Angriff nördlich von Selenzino-Iljinskoje am Nordrand des Wolga-Staubeckens. Während das XXXXI. Armeekorps (mot.) vor Kalinin festlag, versuchte das umgruppierte LVI. Armeekorps (mot.) beidseitig Lataschino in Richtung auf Klin durchzubrechen. Die 6. Panzer-Division erreichte die Lama und bildete einen Brückenkopf.
Am 18. November gelang im Süden während der Schlacht um Tula die Einnahme von Jepifan durch Truppen des XXXXVII. Armeekorps (mot.) und von Dedilowo durch Einheiten das XXIV. Armeekorps (mot.). Trotz schwerer Verluste durch Pak-Stellungen erreichte die 2. Panzerarmee am 22. November den Durchbruch auf Stalinogorsk und bedrohte Moskau von Südosten her. Am selben Tag wurde auf Anordnung des Kommandanten der Westfront der im Raum Tula befehlende General A. N. Jermakow entlassen, am 19. Dezember verhaftet und vor ein Kriegsgericht gestellt.
Am 23. November nahm die 10. Infanterie-Division (mot.) Michailow, die 29. Infanterie-Division überschritt den Don-Abschnitt und gewann nach Norden über 40 km tief an Boden. Die 18. Panzer-Division drang an der rechten Flanke über das Dorf Skopin nach Gorlowo durch. Am gleichen Tag meldete Feldmarschall von Bock dem Oberkommando des Heeres die bedrohliche Lage sowie die Erschöpfung der Truppen. Die Heeresgruppe Mitte erhielt jedoch Befehl, die Offensive mit dem „letzten Kraftaufgebot“ fortzusetzen. Die deutsche Führung ging davon aus, dass auf beiden Seiten das letzte Bataillon im Einsatz stehe.
Bei der Panzergruppe 3 wurde am 25. November endlich das umkämpfte Klin (100 km nordwestlich von Moskau) durch die 7. Panzer-Division vollständig besetzt. Am folgenden Tag gelang der 6. Panzer-Division die Einnahme des Ortes Rogatschewo und am 27. November der Durchbruch nach Jachroma, wo die Kampfgruppe Manteuffel einen Brückenkopf am östlichen Ufer des Wolga-Moskau-Kanals errichtete.
Am 26. November wurde die Stadt Istra 35 km vor Moskau durch das IX. und XXXX. Armeekorps (mot.) der Panzergruppe 4 genommen. Am 27. November sanken die Temperaturen bereits unter 35 Grad Minus und forderten bei den Deutschen hohe Ausfälle an Erfrierungen, während die Rote Armee seit Mitte November vollständig mit warmer Kleidung ausgerüstet worden war.
Am 30. November nahmen das in den Norden Moskaus umgruppierte V. Armeekorps (General Ruoff) im Zusammenwirken mit dem XXXXVI. Armeekorps (mot.) die Orte Krasnaja Poljana und Putschki (heute beide Teil der Stadt Lobnja) ein und kamen dadurch bis auf 18 km an die Stadt heran. Am gleichen Tag meldete Schukow die Bereitschaft zur Gegenoffensive. Stalin beschloss aber mit dem Angriff noch bis zum 6. Dezember abzuwarten, um die Kräfte besser zu koordinieren und weitere Reserven heranzubringen.
Ende November war der Angriff des XXXX. Armeekorps (mot.) vor Krasnaja Poljana zum Stillstand gekommen. Die Panzergruppe 3 (Generaloberst Hoth) verfügte in der zugeteilten 1., 6. und 7. Panzer-Division noch immer über etwa 80 Panzer und die Panzergruppe 4 (Generaloberst Hoepner) in der 2., 5., 10. und 11. Panzer-Division über etwa 170 Panzer. Die Heeresgruppe Mitte hatte bei den Kämpfen im November 45.735 Tote zu verzeichnen und weitere 300 Panzer und Sturmgeschütze verloren. Der Treibstoff und die Munition waren knapp, trotzdem gelang am 2. Dezember einem Erkundungstrupp des Panzerpionierbataillons 62, noch bis zum Moskauer Vorort Chimki vorzudringen. (Etwa acht Kilometer vor der Stadtgrenze, seit 1966 Denkmal Jeschi). Es war der dem Kreml nächstgelegene Punkt (23,7 km entfernt), den die Wehrmacht erreichte. In Ansehung dessen entstand der Mythos, dass die Wehrmachtssoldaten die Türme des Kremls unmittelbar in Sicht hatten, was jedoch angesichts der Entfernung, einer dichten Bebauung der Innenstadt sowie aufgrund der Tarnung der Silhouetten des Kremls mittlerweile als nicht zutreffend eingeschätzt wird. Solche und andere Verzerrungen befeuerten lediglich das nachkriegszeitliche Narrativ der gescheiterten Schlacht um Moskau. Die Moskauer Festungsbatterien schossen nun in die vordersten deutschen Linien. Die an diesen Tagen auch am Südabschnitt eingeleiteten neuen Angriffe der 2. Panzerarmee auf Tula konnten durch die sowjetische 50. Armee (Generalleutnant I. W. Boldin) abgeschlagen werden.

## Die sowjetische Gegenoffensive

### Planungen

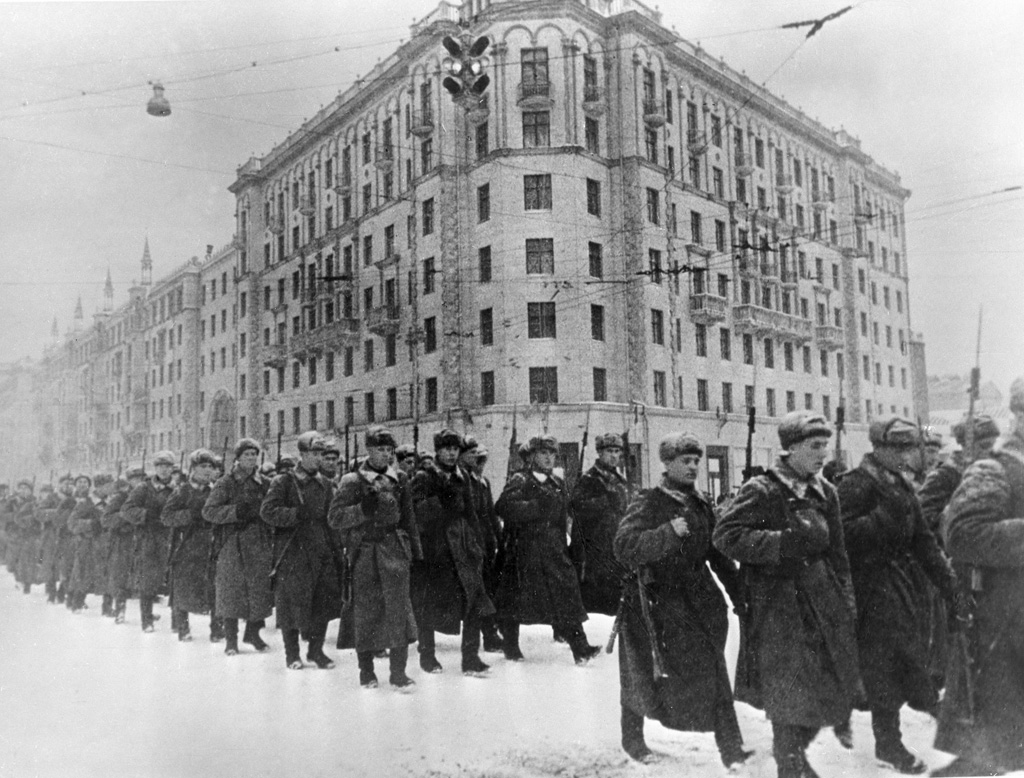
Frische sowjetische Einheiten auf dem Weg an die Front, Moskau, Dezember 1941

Bereits am 25. November legte Marschall Schaposchnikow Stalin den Plan einer Gegenoffensive vor. Es standen bereits 21 der insgesamt 34 Fernosteinheiten im Raum Moskau bereit, die in der Planung eine entscheidende Rolle spielten.
An diesem Tage beorderte Stalin die 20. Armee (A. A. Wlassow) und weitere Divisionen aus der strategischen Reserve der Stawka zur Vorbereitung einer Gegenoffensive in die vordere Front. Die Stawka aktivierte zudem zwei weitere Reservearmeen: die 1. Stoßarmee (Generalleutnant W. I. Kusnezow) wurde zum Schutz des Moskau-Wolga-Kanal im Raum Dmitrow konzentriert und am Südabschnitt die 10. Armee (General Golikow) im Raum Rjasan.
Die Meldungen der Luftaufklärung über erkannte Truppenausladungen im Raum Moskau wurden von der deutschen Führung als „Gespenstereien“ betrachtet.

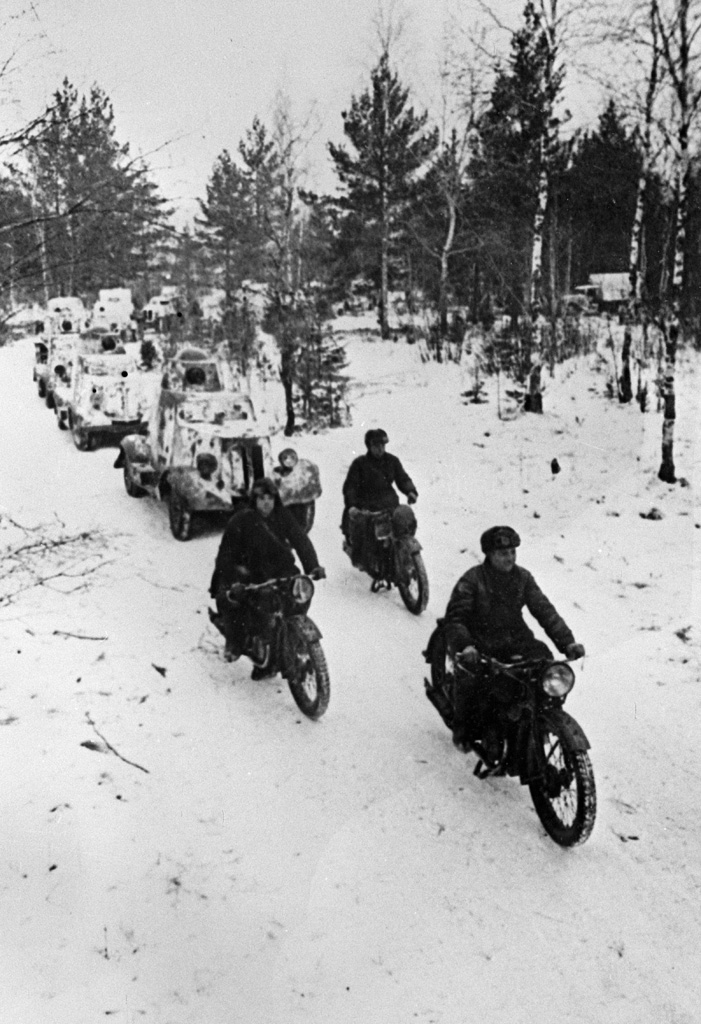
Eine sowjetische Aufklärungseinheit auf dem Weg an die Front, Dezember 1941

Bereits Mitte November des Jahres 1941 führte die Rote Armee auf den Flügeln Gegenoffensiven mit hohen Zielsetzungen. Diese waren jedoch primär zur Rückeroberung von strategisch wichtigen Punkten gedacht und nicht Teil einer frontübergreifenden Großoffensive zur Vernichtung der deutschen Truppen. Als Resultat dieser ersten sowjetischen Gegenoffensiven wurde die Räumung von Rostow am Don durch die 1. Panzerarmee sowie die Aufgabe von Tichwin durch die 16. Armee erzwungen. Der sowjetische Gegenangriff sah vor, zuerst die für Moskau gefährlichsten deutschen Einheiten der Panzergruppe 3 und 4 einzukesseln, abzuschnüren und zu vernichten.
Am 30. November stimmte Stalin dem Plan zur Gegenoffensive zu und betraute General Schukow mit der Führung, der bereits für seine Erfolge 1939 in der Schlacht am Chalchin Gol gegen Japan zum Held der Sowjetunion ernannt worden war. Im Zuge weit nach Westen reichender Operationen und Kesselschlachten sollte die gesamte Heeresgruppe Mitte ausgeschaltet werden, während an den übrigen Frontabschnitten in Norden und Süden gleichzeitig stattfindende Stör- und Tarnangriffe ein Abziehen deutscher Reserven an die Mitte der Front unmöglich machen sollten. Das sowjetische Oberkommando stellte aus der strategischen Reserve etwa 1.060.000 Mann, fast 700 Panzer und starke Artilleriekräfte zur Verfügung. Die sowjetischen Luftstreitkräfte konnten dafür fast 1.400 Flugzeuge einsetzen.

### Erste Phase
Einen Tag vor Beginn der Großoffensive der Kalininer Front und der Westfront am 5. Dezember beurteilte die Abteilung „Fremde Heere Ost“ des Generalstabes des Heeres die Lage so, dass die sowjetischen Truppen „zur Zeit“ ohne Zuführungen von nennenswerten Verstärkungen nicht zu einem Großangriff im Abschnitt der Heeresgruppe Mitte in der Lage seien. In Wirklichkeit hatte die Stawka die Kalinin- und West-Front auf 106 Großverbände in Divisionsstärke gebracht, darunter 21 frische Elitedivisionen aus Sibirien. Diesen konnte Feldmarschall von Bock nur 68 zumeist abgekämpfte Divisionen entgegenstellen, das Truppenverhältnis lag jetzt bei 1,5:1 zugunsten der Roten Armee. Auch bei den Luftstreitkräften konnte die sowjetische Luftwaffe mit 1370 Flugzeugen gegenüber etwa 550 deutsche Maschinen eine klare Überlegenheit erzielen.

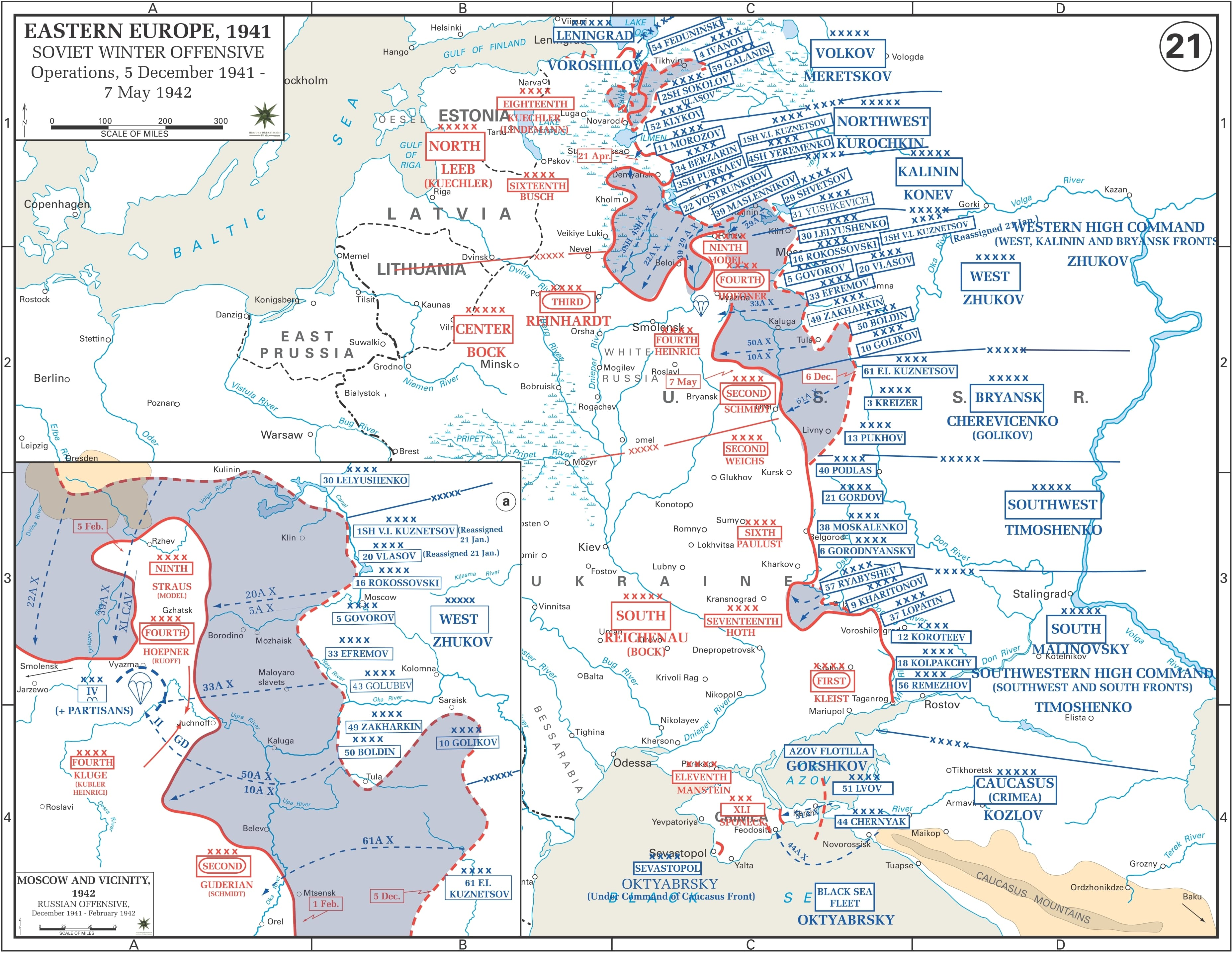
Sowjetische Winteroffensive

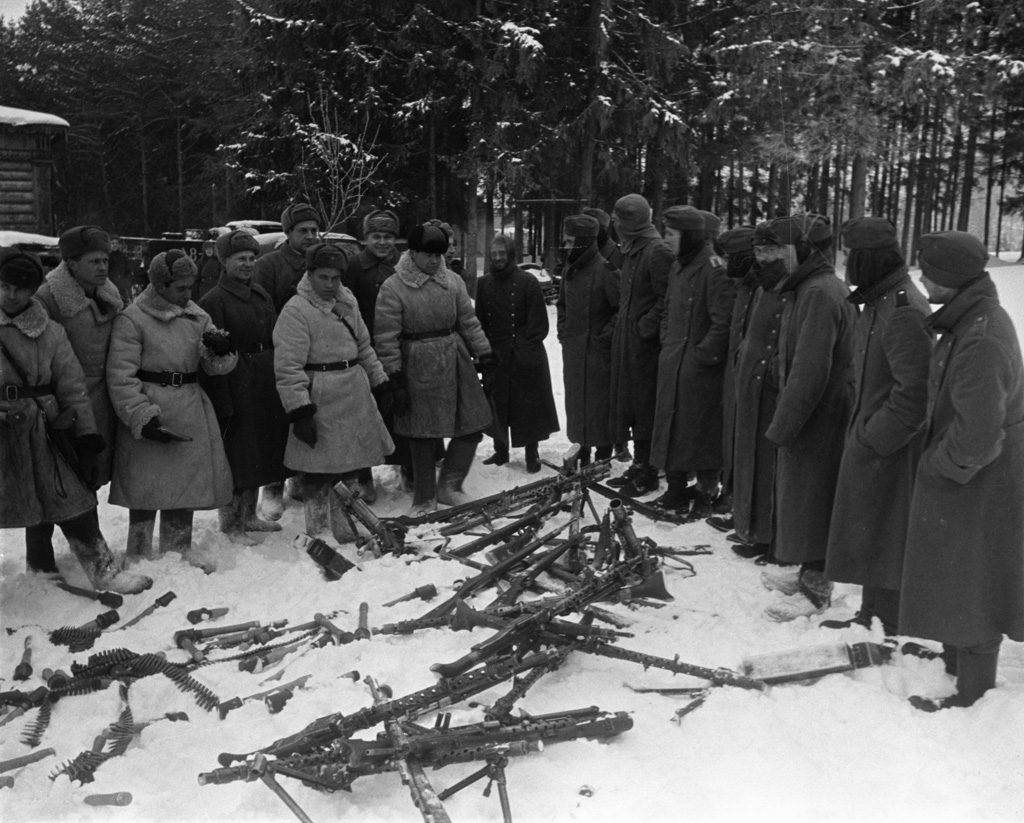
Reste einer deutschen Einheit kapitulieren, Dezember 1941

Die unerwartet starken Angriffe auf die von der 9. Armee sowie von den Panzergruppen 3 und 4 besetzten Frontabschnitte begannen am 5. Dezember 1941. Der sowjetische Hauptangriff wurde im Norden beiderseits des Wolga-Staudammes mit südwestlichem Angriff auf Klin durch die Kalininer Front (Generaloberst Konew) geführt. Im Anschluss führte die Westfront (Armeegeneral Schukow) Frontalstöße beiderseits der Rollbahn Moskau–Smolensk nach Westen durch.
Die 30. Armee (Leljuschenko) hatte den Feind im Raum Rogatschewo-Borschtschewo zu schlagen und zusammen mit der 1. Stoßarmee über den Abschnitt Reschetnikowo-Klin auf die Linie Kostljakowo und Lotoschino vorzudringen. Die 1. Stoßarmee (Kusnezow) hatte die Teile der deutschen Panzergruppe 3, welche über den Wolga-Moskwa Kanal vorgedrungen waren, zu vernichten, sich dann im Raum Dmitrow-Jachroma zu konzentrieren und zusammen mit der 30. und 20. Armee (Wlassow) über Klin auf Terjajewa Sloboda vorzugehen. Südlich davon sollte die 5. Armee (Goworow) aus dem Raum Krasnaja Poljana zusammen mit dem rechten Flügel der 16. Armee auf Solnetschnogorsk angreifen. Der linke Flügel der 16. Armee (Rokossowski) hatte über Krjukowo auf Istra durchzubrechen. Die bisher in der Mitte der Westfront stehende 5., 33., 43. und 49. Armee waren für Angriffe zu geschwächt und hatten den Gegner (deutsche 4. Armee) nur zu fesseln. Die noch im Raum Tula in Abwehrkampf stehende 50. Armee (Boldin) sollte einen Gegenangriff in Richtung Bolochowo und Schtschekino ansetzen. Die Kavalleriegruppe Below hatte über Wenew in Richtung Stalinogorsk und Dedilowo anzugreifen, während entlang der Linie Serebrjanje Prudy-Michailow die neu herangeführte 10. Armee (Golikow) ihren Angriff zwischen Uslowaja und Bogorodizk ansetzen und südlich des Flusses Upa vordringen sollte.
In der Nacht zum 5. Dezember landeten 416 sowjetische Fallschirmjäger nahe der Stadt Juchnow und sollten den dortigen Flugplatz sichern, gleichzeitig zerstörten sowjetische Partisanen im Hinterland die wenigen nutzbaren Schienenwege und von deutschen Pionieren umgespurten Gleise auf europäische Normalspur (die wenigen intakt eroberten Schienenstränge hatten die von den Deutschen nicht nutzbare russische Breitspur) oder besetzten wichtige Straßenkreuzungen. Die durch die sowjetische 10. Armee und das 1. Garde-Kavalleriekorps bei Wenew und Michailow angegriffene deutsche 2. Panzerarmee musste ihren letzten Angriff auf Tula abbrechen und den dortigen Frontbogen aufgeben. Weiter südlich ging am 6. Dezember auch die 13. Armee (General Gorodnjanski) der Südwestfront (Timoschenko) zum Angriff über und schlug bei Jelez eine Bresche in die Front des deutschen XXXIV. Armeekorps.
Aufgrund der allgemeinen sowjetischen Gegenoffensive und der entdeckten gegnerischen Reserven erschienen die Einstellung des deutschen Angriffs und der geordnete Rückzug auf eine operativ günstig gelegene Winterstellung dringend nötig. Weitere Probleme waren die nachlassende Kampfkraft, die prekäre Lage beim Truppenersatz sowie die extreme Erschöpfung der Soldaten, was einen schnellen Entschluss notwendig machte. Daraus resultierte eine Bekanntgabe der neuen Rückzugslinie der 4. Armee sowie der Panzergruppen durch das Kommando der Heeresgruppe Mitte. Es war vorgesehen, dass ab dem 6. Dezember nach besonderem Befehl mit dem Rückzug begonnen werden konnte, für den rund zwei Nächte veranschlagt worden waren. Der endgültige Termin des Rückzugsbeginns wurde an Hitlers Einwilligung und eine neue Weisung zur Auslösung gebunden. Es herrschte jedoch die problematische Situation, dass der Großteil der Heeresgruppe Mitte weder Truppen noch Ressourcen zur Verfügung hatte, die den Bau einer Stellung ermöglicht hätten, welche sowjetische Vorstöße oder eine Großoffensive abfangen konnte. Als Folge dieser Tatsache zog der Oberbefehlshaber der Heeresgruppe Mitte, Fedor von Bock, für sich den Schluss, dass großräumige Rückzüge auf ausgebaute Stellungen nicht möglich waren und daher nur ein Haltebefehl als Möglichkeit verblieb. Die Grundvoraussetzung für diese Entscheidung war die sofortige Auffüllung der Truppen durch die Zuführung von neuem Personalersatz.
Am Anfang der sowjetischen Großoffensive war es für die deutsche Militärführung oberste Priorität, einen Durchbruch der Roten Armee zu verhindern, weshalb allen Verbänden jegliche Lösung vom Feind verboten wurde. Die sowjetischen Truppen waren bestens auf den Winter vorbereitet und verfügten über Ski- und Schneeschuheinheiten, die der Infanterie im tief verschneiten Gelände hohe Bewegungsfähigkeit ermöglichten. Außerdem war die Rote Armee mit dem neuen T-34-Panzer ausgestattet, der den deutschen Panzermodellen in vielerlei Hinsicht überlegen war und gegen den die Wehrmacht über keine effektive Panzerabwehr verfügte.
Die deutsche Heeresgruppenführung reagierte nur zögerlich auf den sowjetischen Angriff, bis sie diesen als Großangriff erkannte. Erst am Abend des 6. Dezember befahl sie, den eigenen Angriff auf Moskau einzustellen und in den Ausgangsstellungen zur Verteidigung überzugehen.
Am 7. Dezember wurde die sowjetische Bevölkerung zum ersten Mal durch das Sowinformbüro über die Offensive gegen die „deutsch-faschistischen Truppen“ informiert, die hohe Verluste erlitten hätten, während die eigenen Truppen im Vorgehen seien. Am selben Tag führten die Marineluftstreitkräfte Japans den Angriff auf Pearl Harbor durch, bei dem die in Pearl Harbor vor Anker liegende Pazifikflotte der USA schwer getroffen wurde. Am nächsten Tag, dem 8. Dezember 1941, erfolgte der Kriegseintritt der USA.
In der Nacht vom 7./8. Dezember kamen sowjetische Kosakenregimenter verstärkt zum Einsatz. Hinter der Front überfielen sie Versorgungslager, Trosse und rückwärtige Stäbe und stifteten einige Verwirrung. Zwei Tage später befahl die Heeresgruppe Mitte den allgemeinen Rückzug auf die Winterstellung. Am 11. Dezember folgte die Kriegserklärung Deutschlands und Italiens an die Vereinigten Staaten.
Hitler lehnte am 16. Dezember jede weitere Absetzbewegung ab und formulierte in einer Führerweisung vom 18. Dezember neue Richtlinien der Kampfführung und zwang dadurch die Truppen, „fanatisch“ in ihren Stellungen auszuhalten.
An die Heeresgruppe Mitte
1. Der Führer hat befohlen:
„Größere Ausweichbewegungen können nicht durchgeführt werden. Sie führen zum völligen Verlust von schweren Waffen und Gerät. Unter persönlichem Einsatz der Befehlshaber, Kommandeure und Offiziere ist die Truppe zum fanatischen Widerstand in ihren Stellungen zu zwingen, ohne Rücksicht auf durchgebrochenen Feind in Flanke und Rücken. Nur durch eine derartige Kampfführung ist der Zeitgewinn zu erzielen, der notwendig ist, um die Verstärkungen aus der Heimat und dem Westen heranzuführen, die ich befohlen habe. Erst wenn Reserven in rückwärtigen Sehnenstellungen eingetroffen sind, kann daran gedacht werden, sich in diese Stellungen abzusetzen.“
2. […].

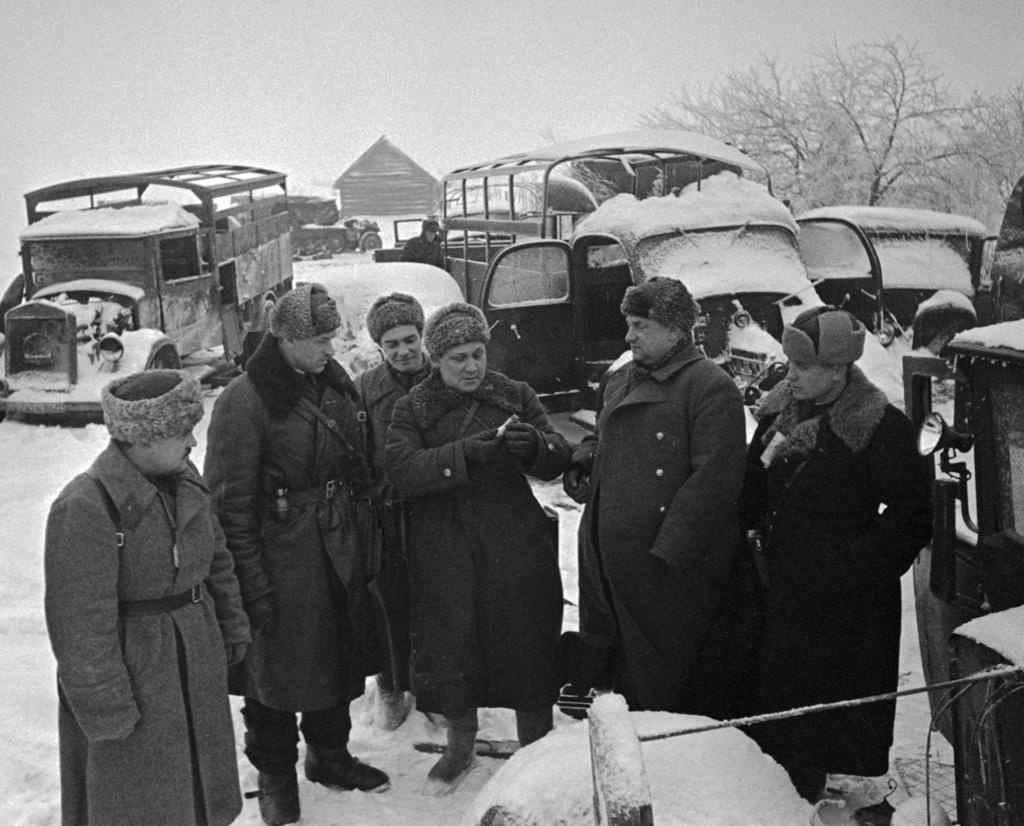
Der Oberbefehlshaber der sowjetischen 16. Armee Konstantin Rokossowski und sein Stab besichtigen erbeutete deutsche Fahrzeuge, 10. Dezember 1941

Am 16. Dezember wurde Kalinin von zwei Divisionen der 29. Armee (General Schwezow) im Zusammenwirken mit der 256. Schützen-Division der 31. Armee befreit.
Am 19. Dezember entließ Hitler von Brauchitsch und übernahm selbst den Oberbefehl über das Heer. Am 21. Dezember versuchte die Rote Armee handstreichartig Kaluga zu besetzen und es begannen drei Tage dauernde Straßenkämpfe. Am 25. Dezember konnte die Rote Armee Istra, Rusa und Wolokolamsk befreien. Generaloberst Guderian nahm in diesen Tagen seine Truppen entgegen ausdrücklicher Haltebefehle eigenmächtig zurück und wurde deswegen seines Kommandos enthoben und zur Führerreserve versetzt. Die 2. Panzerarmee wurde danach General der Panzertruppe Schmidt unterstellt.
Der Gefechtsbericht des AOK der 3. Panzerarmee vom 21. Dezember 1941 beschreibt den Rückzug mit den Worten:

„Es mehren sich die zu Fuß zurückgehenden Soldaten, die ohne Waffe, ein Kalb am Strick, einen Schlitten Kartoffeln hinter sich, ohne Führung nach Westen ziehen. Die von Fliegerbomben getöteten Soldaten werden nicht mehr begraben. Die oft führerlosen Trosse geben auf der Straße den Ton an, während die fechtende Truppe aller Waffen einschließlich Flak mit letzter Kraft vorn hält. Der gesamte Anhang der Truppe (Heerestruppen, Luftwaffe, Versorgungsverkehr) ergießt sich ohne Führung fluchtartig nach hinten. Eine Psychose, fast eine Panik, hat die Trosse ergriffen, die nur am stürmischen Vormarsch gewöhnt sind. Ohne Verpflegung, frierend, kopflos geht es rückwärts.“

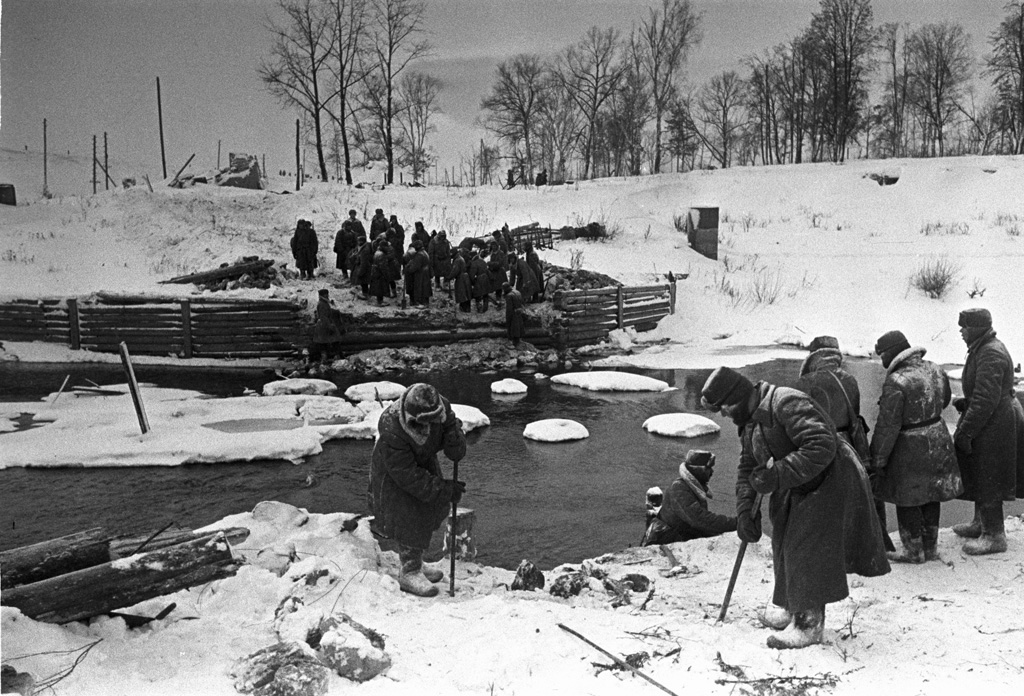
Minenbeseitigung durch sowjetische Soldaten nach der Rückeroberung von Naro-Fominsk, 28. Dezember 1941

Am 30. Dezember fiel Kaluga endgültig wieder in sowjetische Hand, am 7. Januar Moschaisk.

### Zweite Phase
Im Zuge der am 8. und 9. Januar 1942 folgenden sowjetischen Gegenoffensive in der Rschew-Wjasmaer, Cholm-Toropezer und Demjansker Angriffsoperation an der Nahtstelle zur Heeresgruppe Nord wurden größere deutsche Truppenverbände eingeschlossen, die erst im Frühjahr 1942 nach mühseliger und verlustreicher Luftversorgung entsetzt werden konnten.
Am 8. Januar musste Generaloberst Erich Hoepner die 4. Panzerarmee zwingend aus den Raum Moschaisk nach Gschatsk zurücknehmen, um seine Truppen der drohenden sowjetischen Einkesselung zu entziehen. Auch hier lag ein strikter Haltebefehl des OKH vor. Da sich derartige „Rebellionen“ häuften, statuierte Hitler ein Exempel an Hoepner, indem er ihn seines Kommandos enthob und unehrenhaft aus der Wehrmacht ausschloss. Von diesem Tage an musste jeder Rückzugsbefehl bis Kriegsende persönlich von Hitler genehmigt werden.
Am 15. Januar befahl Hitler in Anbetracht der Notwendigkeiten den Rückzug auf die Winterstellung. Doch kam dieser Befehl viel zu spät, und die größtenteils zu Fuß zurückweichenden deutschen Truppen mussten mangels Pferden, Zugmaschinen oder Betriebsstoff das gesamte schwere Gerät zurücklassen. Der Begriff „Winterstellung“ hatte seinen Ursprung in der NS-Propaganda, die dem deutschen Volk einen geordneten Rückzug auf ausgebaute Stellungen vorgaukeln sollte. Von einer im militärischen Sinne ausgebauten Stellung mit Schützengräben, Bunkern, Artilleriestellungen und sonstigen Befestigungsanlagen war nicht die Rede. Tatsächlich wurde hier eine von Hitler willkürlich gezogene Linie auf der Landkarte, die sich hauptsächlich an logistischen Notwendigkeiten im Sinne von nahen Versorgungspunkten und kurzen Wegen entlang der Entladebahnhöfe des Nachschubes, der fast vollständig mit der Deutschen Reichsbahn erfolgte, sowie eventuellen strategisch günstigen Aufmarschgebieten für kommende Offensiven orientierte, als „Winterstellung“ bezeichnet.

## Folgen

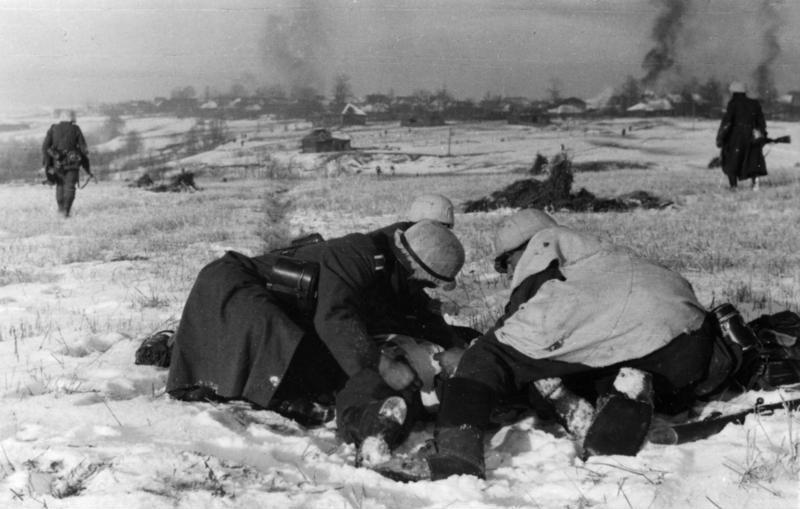
Bergung von Verwundeten im Winter 1941 vor den Toren Moskaus

In der deutschen Angriffsoperation (30. September bis 5. Dezember 1941) war die Rote Armee auf der 700 bis 1110 km breiten Front 250 bis 300 km nach Osten zurückgedrängt worden und hatte Verluste von etwa 656.000 Mann (514.000 Tote) erlitten.
Die deutsche Wehrmacht verlor für den gesamten Zeitraum schätzungsweise 500.000 Mann an Toten oder Verwundeten sowie zusätzlich mindestens 100.000 Mann an Ausfällen durch Erfrierungen, dazu 1300 Panzer, 2500 Geschütze und über 15.000 Kfz. Dennoch konnte die Wehrmacht Ende Januar 1942 bei Rschew und Juchnow größere Abwehrerfolge erringen, die den Aufbau einer neuen Verteidigungslinie ermöglichten. Stalin hatte zwar nur einen Teil seines Planes verwirklichen können, da die Heeresgruppe Mitte nicht vernichtet wurde, aber die Schlacht um Moskau war für das Deutsche Reich verloren.
Das Scheitern des „Unternehmens Taifun“ bedeutete gleichzeitig den völligen Fehlschlag des gesamten „Unternehmens Barbarossa“ und der deutschen Blitzkriegstrategie in der Sowjetunion. Die angestrebte Linie Archangelsk–Astrachan lag in unerreichbarer Ferne, die Rote Armee war keinesfalls entscheidend geschwächt und die Feindkoalition begann sich wirkungsvoll gegen Deutschland zu formieren. Nach Hitlers Kriegserklärung an die USA unmittelbar nach Pearl Harbor und mitten im Verlauf der sowjetischen Gegenoffensive im Winter vor Moskau weitete sich der Krieg auch zu einer tatsächlich global geführten militärischen Auseinandersetzung mit allen ihren Folgen aus. Das Kräfteverhältnis verschob sich kriegsentscheidend zu Ungunsten Deutschlands. Militärisch und wirtschaftlich war der Krieg bereits Ende 1941 für das Deutsche Reich nicht mehr zu gewinnen.

## Rezeption

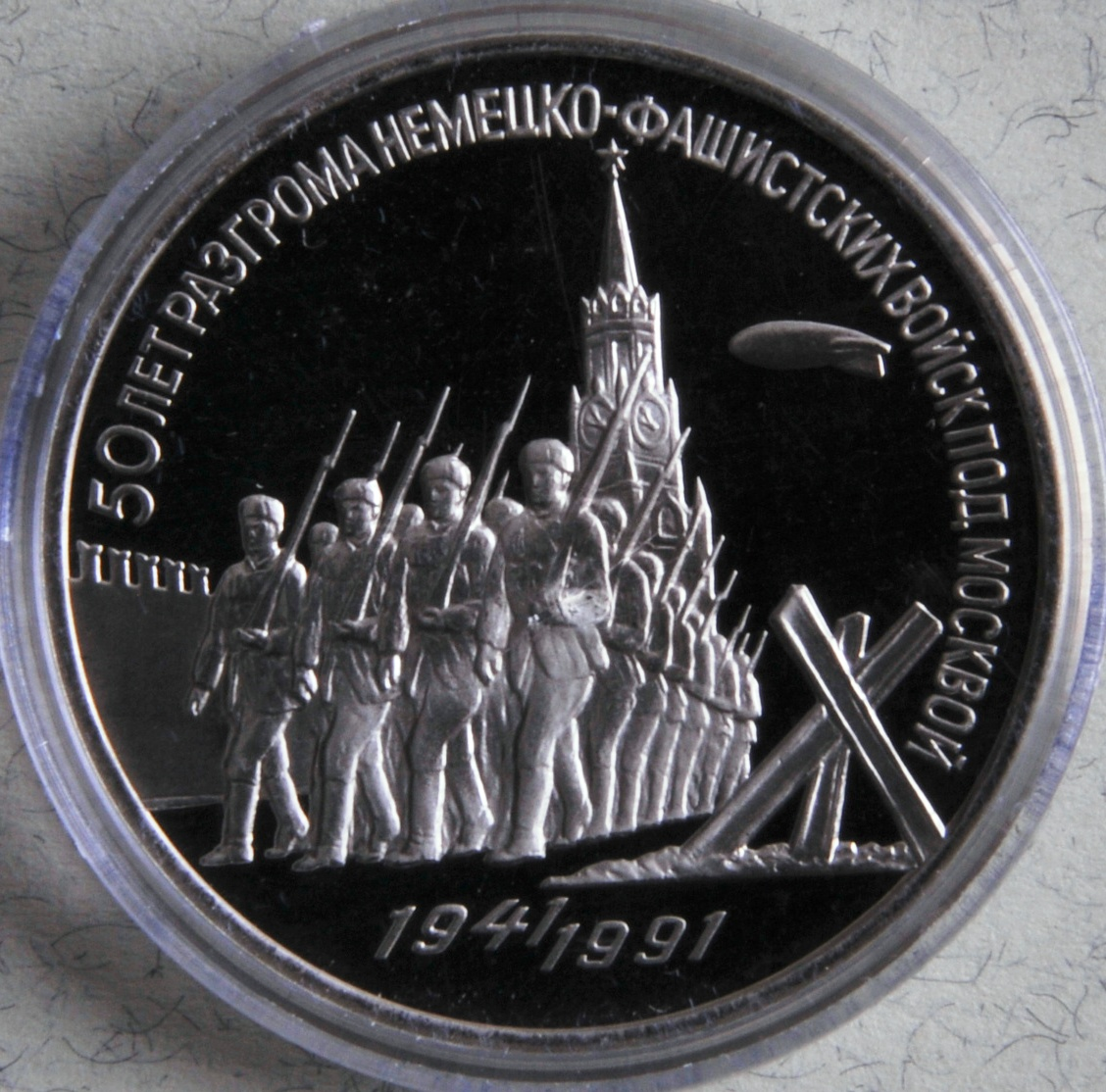
Sowjetische Gedenkmünze von 1991

Nachdem die Sowjetunion durch den deutschen Überfall militärisch in ernste Bedrängnis geriet, konnte sie mit dem ersten großen Sieg über Deutschland die Lage wieder ausgleichen. Die deutsche Führung erließ nach dem desaströsen Debakel des deutschen Heeres vor Moskau die Direktiven zum Winterkrieg. Anlässlich der erfolgreichen Verteidigung Moskaus stiftete Stalin am 1. Mai 1944 die Medaille „Für die Verteidigung Moskaus“. Zum 50. Jahrestag der Schlacht gab die sowjetische Staatsbank 1991 eine Gedenkmünze im Wert von 3 Rubeln aus.

## Dokumentationen
- Der unvergessene Krieg (The Unknown War, Fernsehserie, mit Burt Lancester), Teil 2: Die Schlacht um Moskau (1978)
- Der gescheiterte Blitzkrieg – Moskau, Winter 1941 (VHS, Deutschland 1996, Regie: Helmut Kaminski, Wilhelm Reschl)
- Der Jahrhundertkrieg, 8: Entscheidungsschlacht – Moskau 1941. (Guido Knopp 2002)
- Der Zweite Weltkrieg – Apokalypse der Moderne, 3: Der Angriff auf die Sowjetunion (2009)
- Unternehmen Barbarossa – Der Krieg im Osten (2010)
- Katastrophen die Geschichte machten. Folge 6: Die Entscheidungsschlacht von Moskau. Kanada 2013.